# Himmelsscheibe von Nebra
Die Himmelsscheibe von Nebra ist eine kreisförmige Bronzeplatte mit Applikationen aus Gold, die als die älteste bisher bekannte konkrete Himmelsdarstellung gilt. Ihr Alter wird auf 3700 bis 4100 Jahre geschätzt. Das Artefakt der Aunjetitzer Kultur aus der frühen Bronzezeit Mitteleuropas zeigt astronomische Phänomene und religiöse Symbole.
Längere Zeit nach der Entstehung eingearbeitete Gold-Tauschierungen und die vermutlich bewusste Vergrabung vor etwa 3600 Jahren lassen den Schluss auf einen längeren, möglicherweise religiösen Gebrauch zu. Seit Juni 2013 gehört die Himmelsscheibe von Nebra zum UNESCO-Weltdokumentenerbe in Deutschland.
Gefunden wurde sie am 4. Juli 1999 von Raubgräbern auf dem Mittelberg in der damaligen Gemeinde Ziegelroda nahe der Stadt Nebra in Sachsen-Anhalt. Seit 2002 gehört sie zum Bestand des Landesmuseums für Vorgeschichte Sachsen-Anhalt in Halle. Den Ort, an dem die Himmelsscheibe 3600 Jahre im Boden lag, überwölbt das „Himmelsauge“, eine Scheibe aus poliertem Edelstahl.

## Fundort
Der Fundort liegt auf dem Gipfel des 252 Meter hohen Mittelbergs in der Gemarkung Ziegelroda, etwa 4 Kilometer westlich der Stadt Nebra, inmitten des Ziegelrodaer Forstes. Die Fundstelle befindet sich auf 51° 17′ 2″ N, 11° 31′ 12″ O (WGS 84). Ob es sich um einen Hort oder um ein Grab handelt, ist bisher ungeklärt. Der Ort auf dem damals vermutlich unbewaldeten Berg dürfte schon in der Jungsteinzeit genutzt worden sein, möglicherweise als Observatorium. Auf dem Bergplateau wurde in einer späteren Epoche eine ringförmige Wallanlage angelegt.
Etwa 20 Kilometer entfernt von der Fundstelle befindet sich die ebenfalls runde, etwa auf das 5. Jahrtausend v. Chr. datierte Kreisgrabenanlage von Goseck, die astronomische Kenntnisse schon aus weit älterer Zeit als zur Entstehung der Himmelsscheibe von Nebra belegt.

## Entdeckungs- und Forschungsgeschichte
Die Himmelsscheibe von Nebra wurde hauptsächlich untersucht vom Archäologen Harald Meller (Landesamt für Denkmalpflege und Archäologie Halle), dem Astronomen Wolfhard Schlosser (Hauptobservator am Astronomischen Institut der Ruhr-Universität Bochum), dem Archäochemiker Ernst Pernicka (Archäo-Metallurge der Technischen Universität Bergakademie Freiberg in Sachsen, Institut für Archäometrie), von Mitarbeitern des Landeskriminalamts Sachsen-Anhalt, von Christian-Heinrich Wunderlich (Herstellungstechnik, Herstellungsabfolge vom Landesamt für Denkmalpflege und Archäologie in Halle), am Teilchenbeschleuniger der Berliner Elektronenspeicherring-Gesellschaft für Synchrotronstrahlung von Mitarbeitern der Bundesanstalt für Materialforschung und -prüfung (BAM) in Berlin und der Archäologin und Spezialistin für Religionen der Bronzezeit Miranda J. Aldhouse-Green (University of Wales).

### Bergung durch illegale Sondengänger
Die Himmelsscheibe wurde am 4. Juli 1999 von Henry Westphal und Mario Renner entdeckt. Die als Raubgräber illegal agierenden Sondengänger arbeiteten dabei mit einem Metalldetektor. Sie hielten ihren Fund zunächst für den Mittelteil eines Schildes.
Einen Tag nach der Ausgrabung der Gegenstände erhielten Westphal und Renner 31.000 DM von einem Kölner Händler für den gesamten Hortfund, zu dem auch zwei Bronzeschwerter, zwei Beile, ein Meißel und Bruchstücke spiralförmiger Armreife gehörten. Über Mittelsmänner wurde der Fund 1999 in Berlin, später auch in München für eine Million DM angeboten, doch es sprach sich herum, dass er rechtmäßig dem Land Sachsen-Anhalt gehörte. In Sachsen-Anhalt gilt ein Schatzregal, wonach Bodenfunde mit der Entdeckung Eigentum des Landes werden (§ 12 Abs. 1 Denkmalschutzgesetz SA). Damit war er für den seriösen Kunsthandel wertlos. Bis 2001 wechselte er mehrmals den Besitzer, zuletzt für über 200.000 DM an ein Hehlerpaar, die Museumspädagogin Hildegard Burri-Bayer und den Lehrer Reinhold Stieber.

### Sicherstellung
Auf Initiative des Kultus- und des Innenministeriums sowie des Landesamtes für Archäologie von Sachsen-Anhalt wurde Kontakt zu den Hehlern, die die Scheibe für 700.000 DM auf dem Schwarzmarkt angeboten hatten, aufgenommen. Der Landesarchäologe Harald Meller traf sich am 23. Februar 2002 als vermeintlicher Kaufinteressent mit ihnen in einem Hotel in Basel. Dort stellte die Schweizer Polizei die Himmelsscheibe sicher. Die Hehler wurden verhaftet. Auch die Begleitfunde wurden gesichert.
Die Raubgräber wurden ebenfalls gefasst. Sie machten Angaben zum Fundort, die durch kriminaltechnische Untersuchungen bestätigt wurden.
Der Wert der Himmelsscheibe ist unschätzbar; ihr Versicherungswert lag 2006 bei 100 Millionen Euro.

### Strafprozesse
Die Raubgräber Westphal und Renner wurden am 10. September 2003 vom Naumburger Amtsgericht zu 4 bzw. 9 Monaten Haft (jeweils auf Bewährung) verurteilt.
Wegen Hehlerei wurden Burri-Bayer und Stieber am 19. September 2003 von einem Schöffengericht am Amtsgericht Naumburg (Saale) zu 12 bzw. 6 Monaten Haft (jeweils auf Bewährung) verurteilt. Als Bewährungsauflage hatte Burri-Bayer 5000 Euro zu zahlen und Stieber 150 Stunden gemeinnützige Arbeit zu leisten. Beide legten Berufung ein, sie wurde im September 2005 von einer kleinen Strafkammer am Landgericht Halle verworfen. Das Revisionsverfahren bestätigte 2007 die Urteile; sie waren damit rechtskräftig.

### Zusammengehörigkeit der Fundstücke

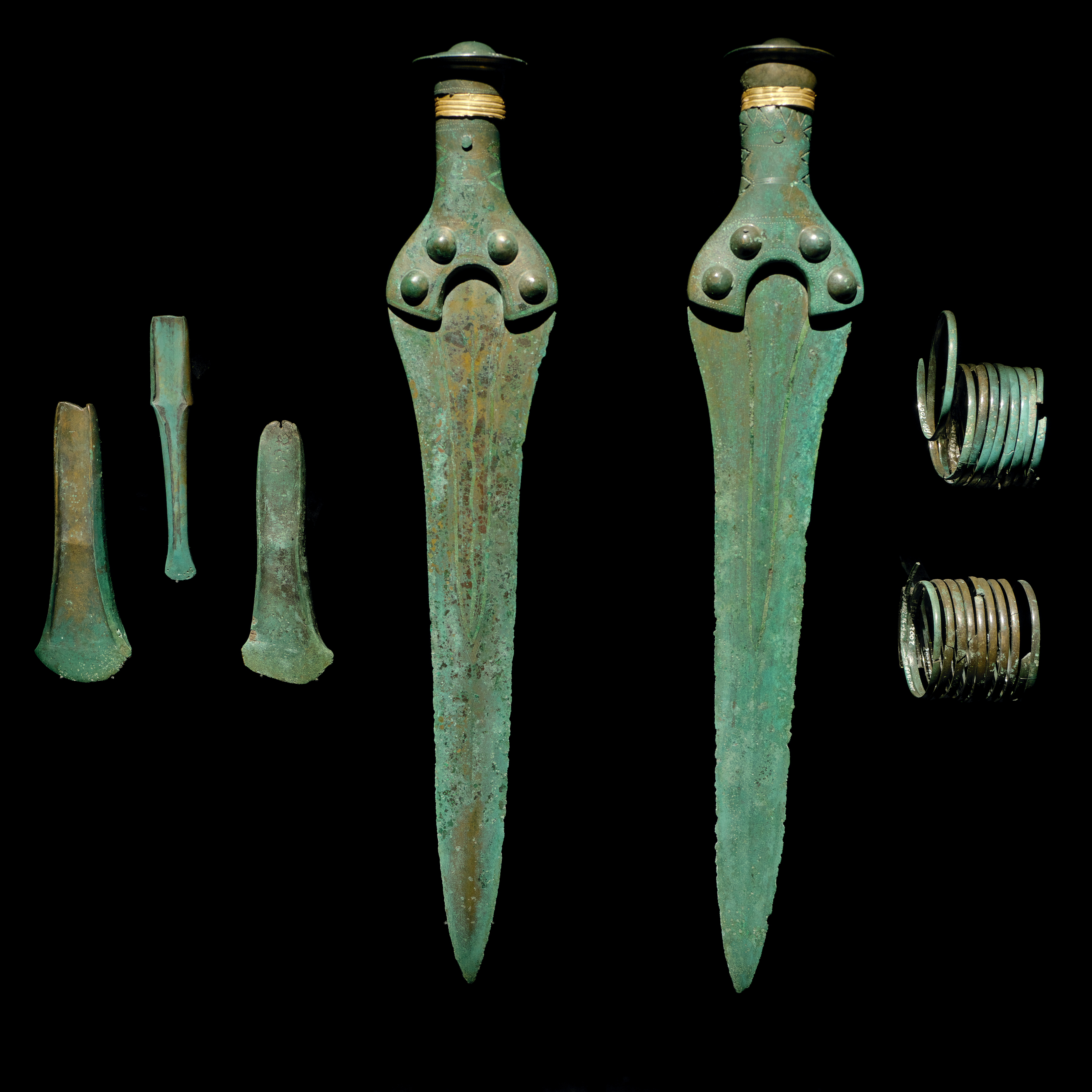
Zwei Randleistenbeile mit einem Meißel, zwei Bronzeschwerter und Bruchstücke zweier spiralförmiger Armreife aus dem Beifund der Himmelsscheibe in der Dauerausstellung des Landesmuseums für Vorgeschichte Sachsen-Anhalt in Halle.

Um die Aussagen der Raubgräber zu überprüfen, dass alle gefundenen Gegenstände aus demselben Depotfund und von der angegebenen Stelle am Mittelberg stammten, beauftragte das Landesamt für Denkmalpflege und Archäologie in Halle das Landeskriminalamt Brandenburg im Jahr 2003 mit der Erstellung eines Gutachtens. Bei dieser Untersuchung wurde eine Bodenprobe vom vermuteten Fundort mit Erdanhaftungen an der Himmelsscheibe verglichen. Etwas später erfolgten außerdem Vergleiche mit Erdanhaftungen an einem der Schwerter und einem der Beile. Zudem wurde ein Abgleich mit Bodenproben von anderen Orten durchgeführt, die ähnlich dem Mittelberg durch oberflächlich anstehenden Buntsandstein charakterisiert sind. Es wurden dabei weitgehende bis vollständige Übereinstimmungen zwischen der Bodenprobe und den Anhaftungen an der Himmelsscheibe sowie dem Schwert festgestellt. Beide ließen sich daher mit sehr hoher Wahrscheinlichkeit dem Fundplatz am Mittelberg zuordnen. Bei den Anhaftungen am Beil stellte Jörg Adam hingegen einige Abweichungen in der Zusammensetzung fest, hielt eine Herkunft vom Mittelberg aber dennoch für möglich.
Die Ähnlichkeit des verarbeiteten Materials aller Fundstücke gilt als ein weiterer Beleg für die Zusammengehörigkeit der Bronzestücke. Das für alle Bronzeteile verwendete Kupfer weist in allen Nebra-Funden ähnliche Konzentrationen von Spurenelementen auf, lediglich der Gehalt an verschiedenen Blei-Isotopen variiert relativ stark. Dies stellt jedoch keine Aussagebeeinträchtigung dar.
In Kapitel 2 des Analysebandes der Archäologischen Staatssammlung München über Funde bei Bernstorf wird die Authentizität des Depotfundes geprüft und im Ergebnis infrage gestellt.

### Echtheit und Alter der Scheibe
Die Himmelsscheibe wurde zunächst mit Hilfe der Stilmerkmale der Beifunde datiert. Die Bronzeschwerter, zwei Beile, ein Meißel und Bruchstücke spiralförmiger Armreife können auf um 1600 v. Chr. datiert werden. Da die Bronzeschwerter ungenutzt waren, kann vermutet werden, dass die Himmelsscheibe um diese Zeit mit den anderen Fundstücken vergraben wurde.
Die Radiokohlenstoffdatierung (14C-Methode) schied zur Altersbestimmung der Scheibe aus Bronze aus, da dieser Werkstoff keinen Kohlenstoff enthält, der für die 14C-Datierung notwendig wäre. Die Bundesanstalt für Materialforschung und -prüfung bestrahlte am Teilchenbeschleuniger BESSY die Goldauflagen mit hochintensiven Röntgenstrahlen. Es wurde festgestellt, dass die Goldauflagen keine einheitliche Zusammensetzung aufweisen. Die Himmelsscheibe entstand vermutlich in mehreren zeitlich getrennten Phasen.
Diese Ergebnisse stimmen mit einem weiteren Befund überein. Christian-Heinrich Wunderlich vom Landesamt für Denkmalpflege und Archäologie in Halle extrahierte etwa 0,6 mg Kohlenstoff aus einem Stückchen Birkenrinde, das man an einem der Schwerter gefunden hatte. Dessen Radiokohlenstoffdatierung ergab, dass das Holzstück aus der Zeit um 1600 bis 1560 v. Chr. stammt.
Im September 2020 publizierten die beiden Forscher Rupert Gebhard und Rüdiger Krause eine Neueinschätzung, wonach die Scheibe nicht aus der frühen Bronzezeit, sondern erst aus der Eisenzeit (ca. 800 bis 50 v. Chr.) stammen soll. Nach ihrer Analyse des Fundkontextes sahen sie keine überzeugenden Hinweise darauf, dass die zusammen mit der Scheibe gefundenen und unstreitig bronzezeitlichen Artefakte ein mit der Scheibe zusammengehöriges Ensemble bilden würden. Gebhard und Krause wiesen auch auf Ähnlichkeiten der Himmelsscheibe zu Bildmotiven der Eisenzeit hin. Ihre Hauptkritik richtete sich gegen den Landesarchäologen von Sachsen-Anhalt, Harald Meller, der die Beweisdefizite bisher durch geschickte Rhetorik überspielt habe. Die neue Hypothese rief ein breites Medienecho hervor und wurde vom Landesamt für Denkmalpflege und Archäologie Sachsen-Anhalt umgehend entschieden zurückgewiesen.
Gebhard und Krause berufen sich unter anderem auf die von Jörg Adam durchgeführten Untersuchungen von Bodenproben und Erdanhaftungen, die nach ihrer Interpretation gegen die Zusammengehörigkeit der Gegenstände sprechen. Mellers Entgegnung zufolge haben sie die Aussagen Adams teils verkürzt wiedergegeben und entgegenstehende Befunde aus Adams Forschungsbericht unerwähnt gelassen.
Im November 2020 wies eine 13-köpfige Forschergruppe um Ernst Pernicka vom Curt-Engelhorn-Zentrum Archäometrie in Mannheim die Zweifel an der bisherigen Datierung der Himmelsscheibe in einer im Fachblatt Archaeologia Austriaca der Österreichischen Akademie der Wissenschaften (ÖAW) publizierten Studie, zu deren Autoren auch Jörg Adam gehört, deutlich zurück. Gebhard und Krause hätten im September mit unvollständigen und teilweise falschen oder verfälschend wiedergegebenen Daten argumentiert. Neben der Radiokarbondatierung werde das hohe Alter der Scheibe auch durch die bekannten Lagerstätten der bei der Herstellung der Himmelsscheibe genutzten Metalle und die am eindeutig identifizierbaren Fundort im umliegenden Erdreich nachgewiesenen Gold- und Kupferkonzentrationen gestützt. Auch das Bildmotiv, namentlich die Darstellung eines Schiffes auf dem Artefakt, sei für die Bronzezeit typisch.

### Herkunft
Im Institut für Archäometrie zu Freiberg in Sachsen untersuchte man das Kupfer der Scheibe radiologisch und chemisch. Ernst Pernicka schloss mit einer Datenbank von 50.000 vorgeschichtlichen Erzminen in Europa auf die Herkunft des Kupfers der Himmelsscheibe aus Erzminen im heutigen Österreich (Lagerstätte vom Mitterberg bei Salzburg).
Am Teilchenbeschleuniger BESSY in Berlin untersuchte die Bundesanstalt für Materialforschung und -prüfung die Goldauflagen der Himmelsscheibe mit der zerstörungsfreien SRXRF-Methode (Synchrotron Radiation Induced X-Ray Fluorescence Analysis.) Die chemische Zusammensetzung der Goldauflagen ist identisch mit Gold aus dem Fluss Carnon in Cornwall/England; von dort soll auch das in der Bronze enthaltene Zinn kommen. Nach Vergleichen mit weiteren archäologischen Funden aus Gold hatte man zuvor angenommen, das Edelmetall könnte aus Minen in Rumänien (Siebenbürgen) stammen.
Nach Einschätzung des Archäologen Andreas Müller-Karpe wurde die Himmelsscheibe möglicherweise in Anatolien gefertigt.

### Restaurierung

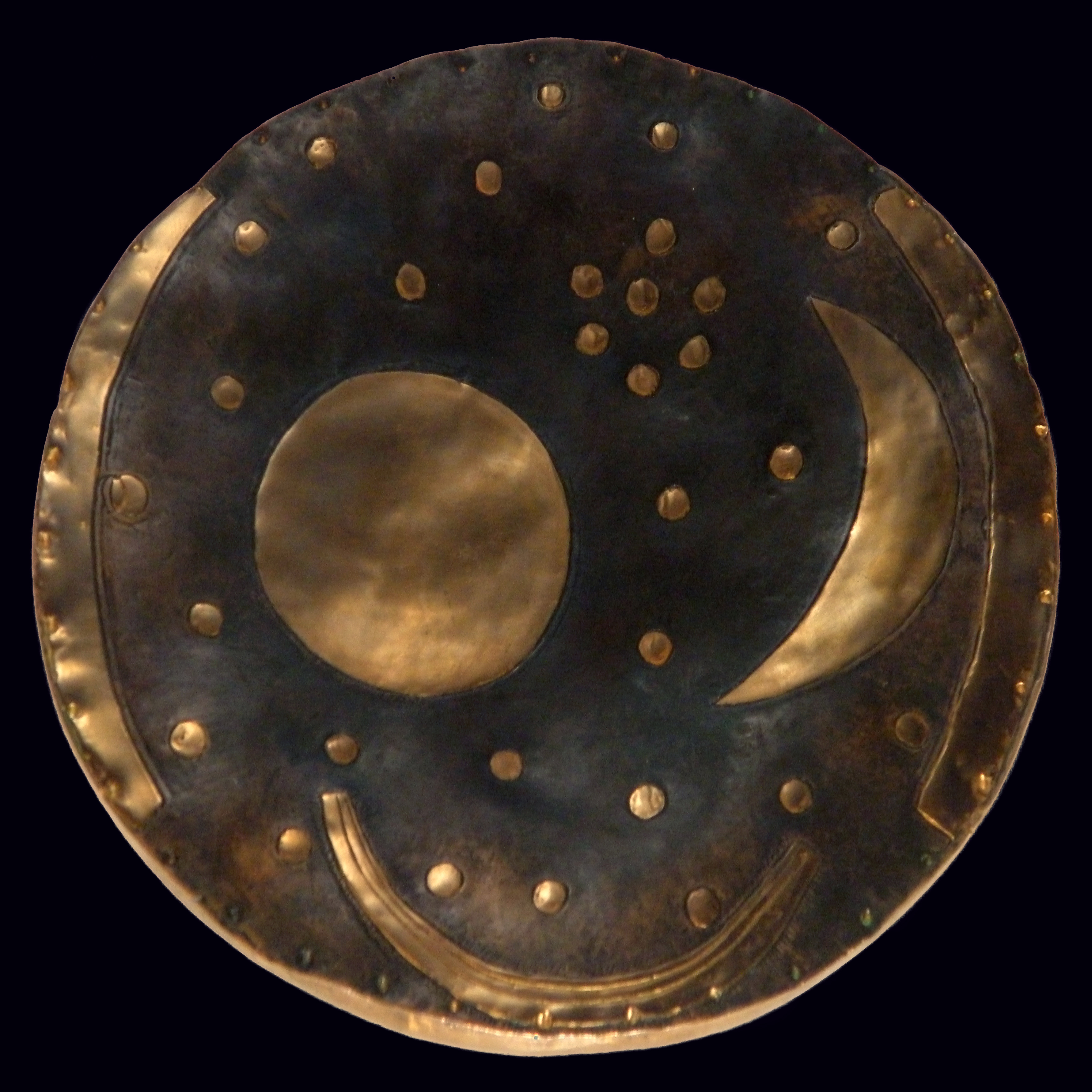
Nachbildung der Scheibe im vermuteten Aussehen während ihrer Nutzung. Die grüne Malachit-Schicht bildete sich erst nach dem Vergraben der Scheibe.

Durch die unsachgemäße Ausgrabung wurde die Himmelsscheibe teilweise beschädigt. In den oberen linken Bereich wurde eine Kerbe geschlagen, wodurch sich einer der Sterne ablöste. Aus dem Vollmond wurde ein Teil des Goldes herausgerissen. Durch die lange Lagerung im Erdreich war die gesamte Scheibe stark korrodiert, auch auf den Goldblechen hafteten – vermutlich durch galvanische Effekte – Korrosionen, die sich mechanisch nicht gefahrlos entfernen ließen.
Der erste Hehler hatte versucht, die Scheibe durch Einweichen in Seifenlauge und anschließenden Gebrauch von Zahnbürste und Stahlwolle zu reinigen. Damit wurde die Oberfläche der Goldapplikationen zerkratzt.
Im ersten Schritt der Restaurierung im Landesmuseum für Vorgeschichte Halle wurden die Erdanhaftungen – nachdem Teile als Proben zur weiteren Untersuchung gesichert worden waren – mit einer Ethanol-Wasser-Mischung eingeweicht und mit einem harten Nylonpinsel abgenommen.
Danach wurden am Gold anhaftende Korrosionsspuren durch eine chemisch wirksame Paste gelöst. Sie wurden mit Wattestäbchen entfernt. Die Korrosionsspuren an der Bronzeplatte wurden belassen.
Schließlich wurde der bei der Ausgrabung abgeschlagene Stern wieder angebracht und das herausgerissene, stark verformte Stück des Vollmonds durch ein neu angefertigtes Goldblech gleicher Zusammensetzung ersetzt.

### Ausstellungen

#### Ausstellungsort

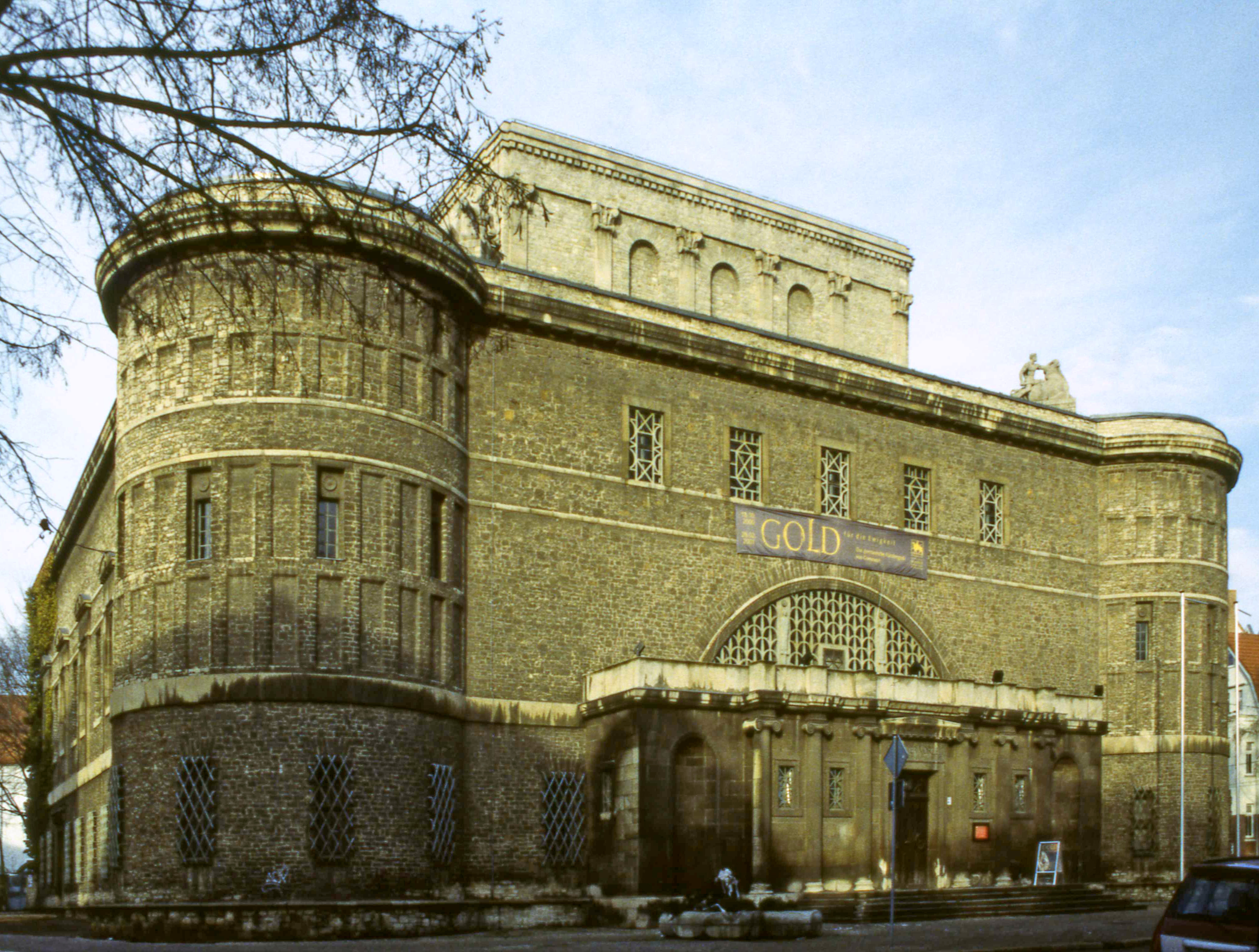
Dauerhafter Ausstellungsort ist das Landesmuseum für Vorgeschichte in Halle (Saale).

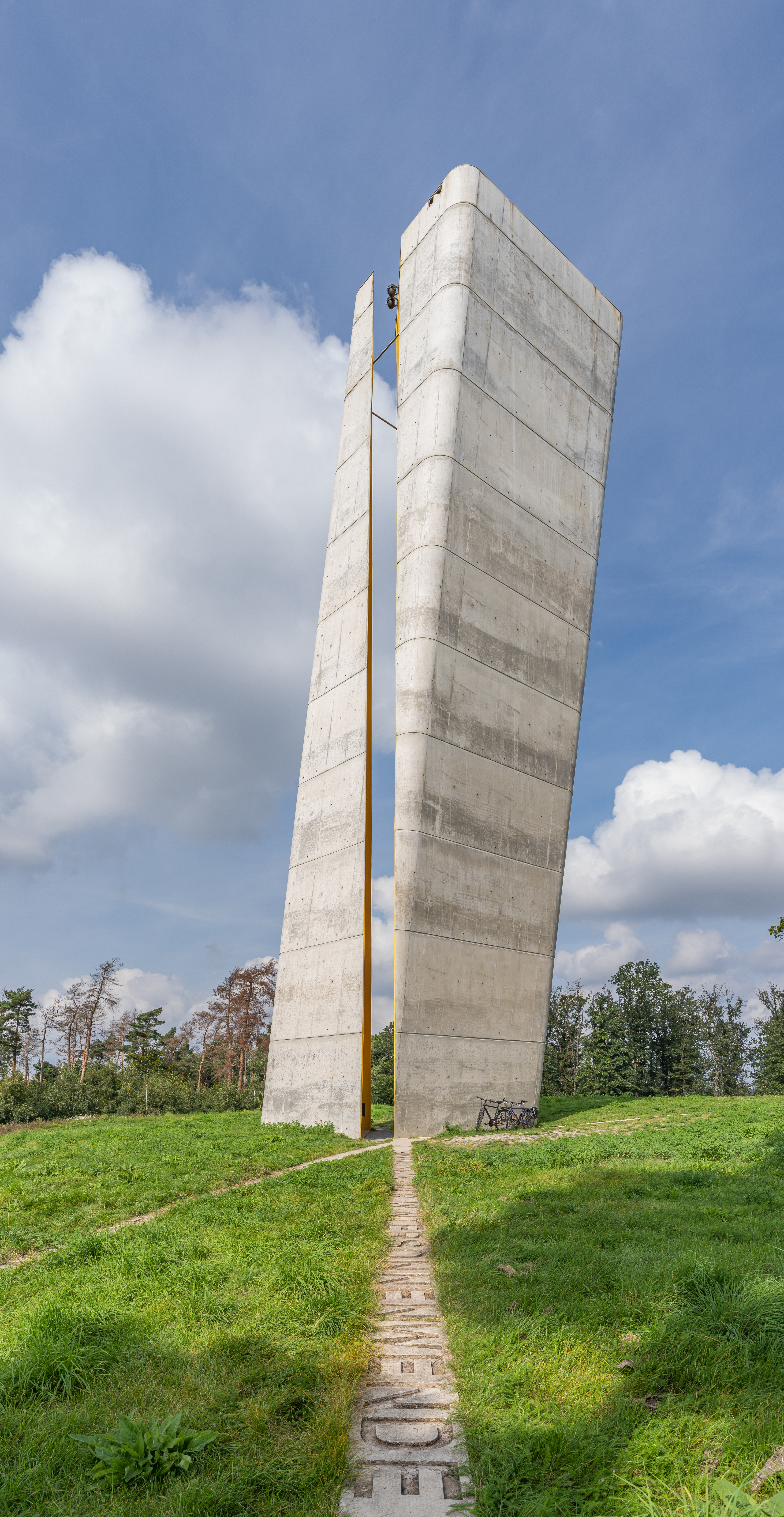
Aussichtsturm an der Fundstelle auf dem Mittelberg.

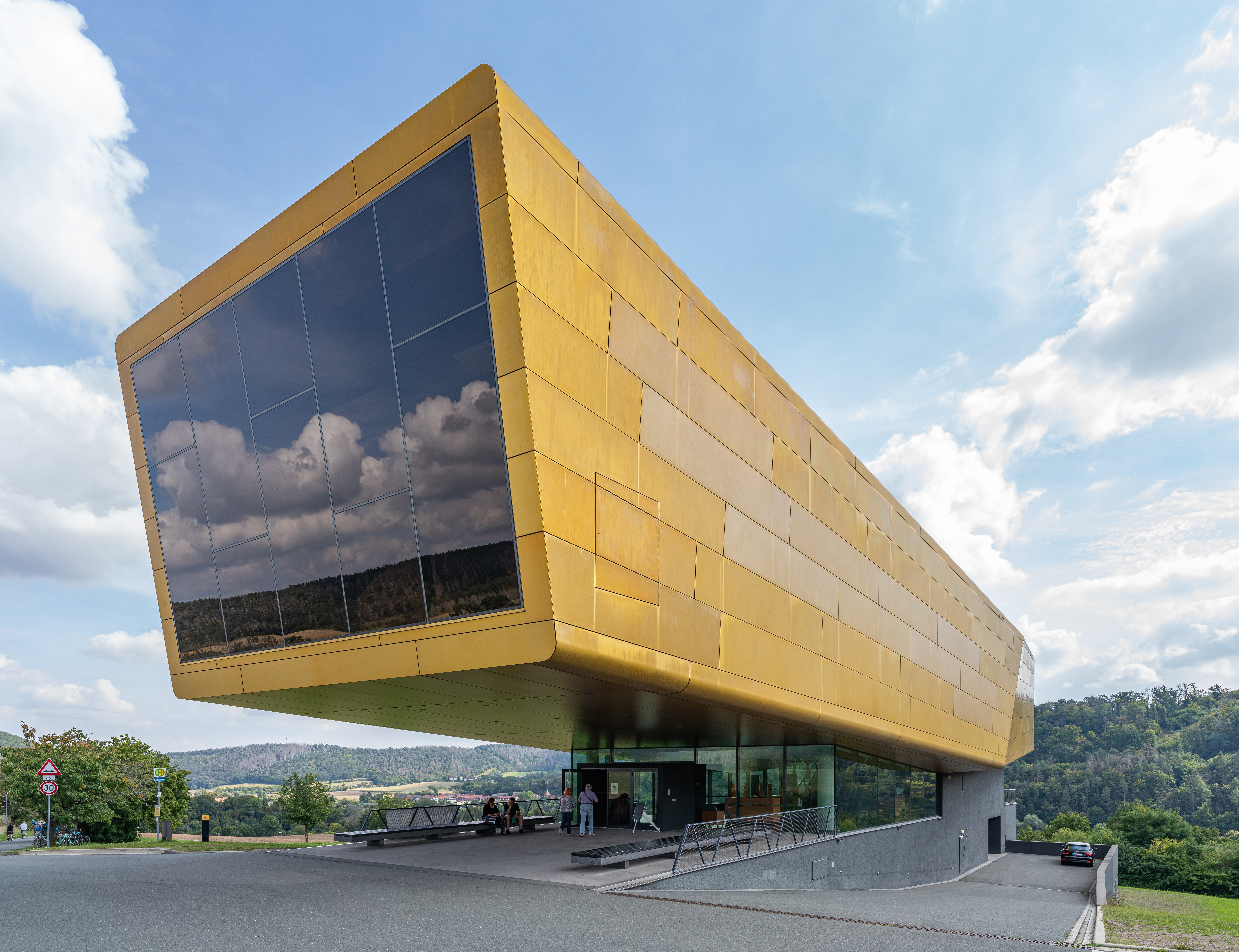
2007 wurde in der Nähe des Fundortes das Besucherzentrum Arche Nebra eröffnet.

Die Himmelsscheibe von Nebra ist eine der Hauptattraktionen im Landesmuseum für Vorgeschichte in Halle (Saale).

#### Leihgabe
Die Himmelsscheibe wurde bereits mehrfach ausgeliehen. Sie war vom 15. Oktober 2004 bis zum 22. Mai 2005 in der Ausstellung Der geschmiedete Himmel – Die weite Welt im Herzen Europas vor 3600 Jahren mit rund 1.600 weiteren bronzezeitlichen Fundstücken aus 18 Ländern, darunter dem Sonnenwagen von Trundholm (aus dem Nationalmuseum Kopenhagen), im Landesmuseum für Vorgeschichte Halle zu besichtigen. Im Gegenzug wurde die Ausstellung vom 1. Juli bis 22. Oktober 2005 in Kopenhagen gezeigt. Vom 9. November 2005 bis zum 5. Februar 2006 wurde die Himmelsscheibe von Nebra im Naturhistorischen Museum in Wien gezeigt, vom 10. März bis zum 16. Juli 2006 war sie in den Reiss-Engelhorn-Museen in Mannheim zu sehen. Nächste Station war das Historische Museum Basel, wo die Ausstellung Der geschmiedete Himmel – Religion und Astronomie vor 3600 Jahren vom 29. September 2006 bis zum 25. Februar 2007 zu sehen war. 

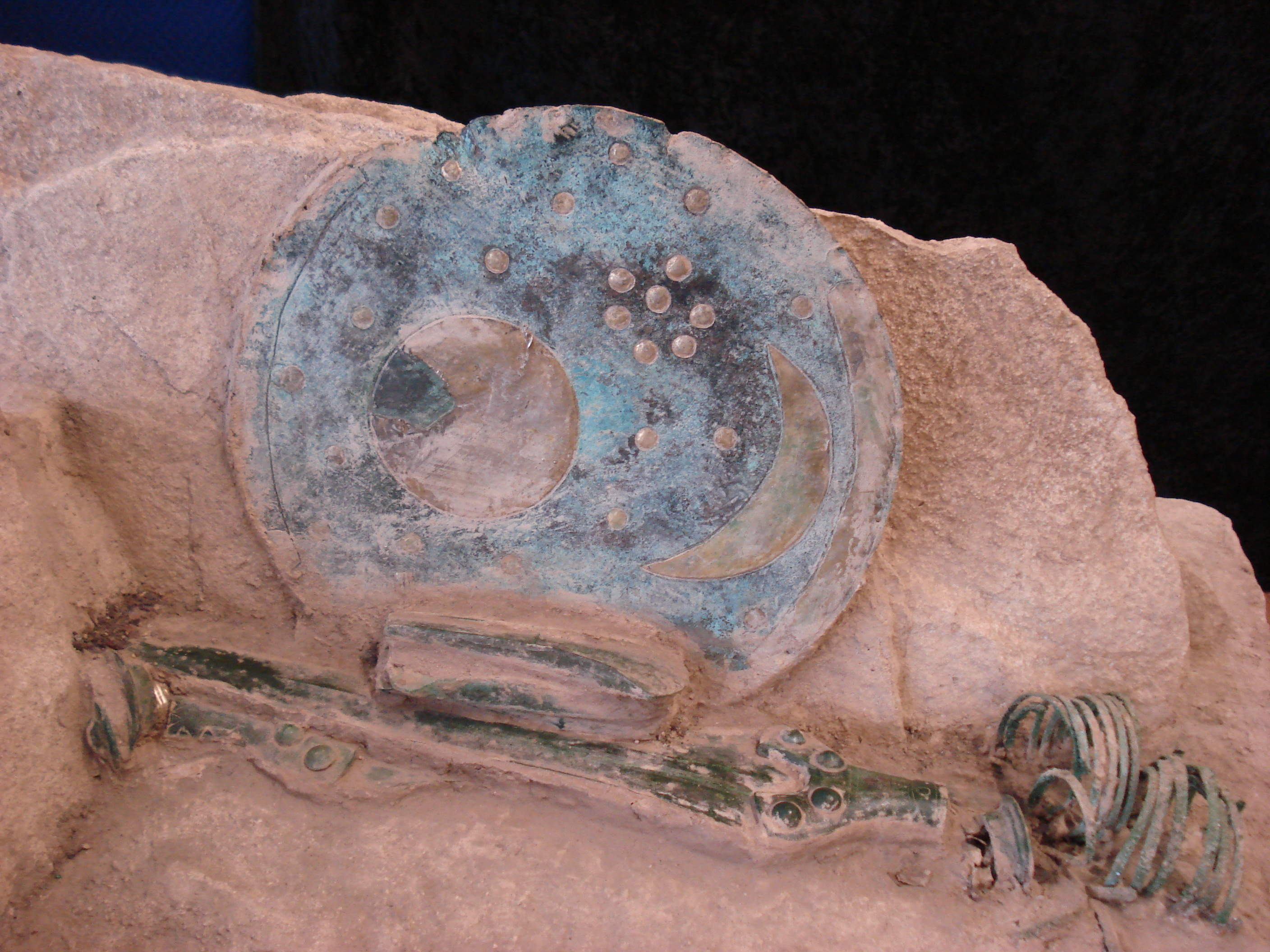
Replik der Fundsituation für die Ausstellung Der geschmiedete Himmel.

Vom 21. September 2018 bis 5. November 2018 wurde die Himmelsscheibe im Martin-Gropius-Bau in Berlin in der Ausstellung Bewegte Zeiten. Archäologie in Deutschland gezeigt, die aus Anlass des Europäischen Kulturerbejahres 2018 stattfand. Anschließend wurde sie bis zum 6. Januar 2019 durch eine Kopie ersetzt.
Vom 17. Februar bis 17. Juli 2022 war die Himmelsscheibe als Leihgabe in der Sonderausstellung The World of Stonehenge im British Museum zu sehen. Nachdem die Scheibe vom 6. August bis 18. September 2022 im Drents Museum im niederländischen Assen ausgestellt wurde, ist sie seit Mitte Oktober 2022 wieder in Halle zu sehen.
Reproduktionen
Seit 2007 wurden in zahlreichen Ausstellungen Nachbildungen der Himmelsscheibe gezeigt. Vom 7. Juli bis zum 21. Oktober 2007 war eine Kopie im Neanderthal Museum in Mettmann zu betrachten. Vom 28. Oktober 2007 bis 17. Februar 2008 fand eine Ausstellung zur Himmelsscheibe in der Norishalle Nürnberg statt. Zu sehen war dabei eine Reproduktion der Sonnenscheibe in dem Zustand, wie sie von den Raubgräbern aufgespürt wurde. Vom 15. Juni bis 21. September 2008 fand eine Ausstellung zur Himmelsscheibe und zu Kult und Mythen der Bronzezeit an der Ostsee im Pommerschen Landesmuseum in Greifswald statt. Vom 11. Februar bis zum 13. Juni 2010 gab es eine Ausstellung im Museum Viadrina in Frankfurt (Oder). Vom 20. November 2010 bis zum 10. April 2011 war die Wanderausstellung Ein Himmel auf Erden – Das Geheimnis der Himmelsscheibe von Nebra im Museum und Park Kalkriese zu sehen. Vom 2. Februar bis 12. August 2018 zeichnete die Sonderausstellung Die Himmelsscheibe von Nebra – Aus der Tiefe geboren im Keltenmuseum Hallein anhand einer Masterkopie der Himmelsscheibe und von Originalfunden des Bergbaus im Mitterberger Gebiet den Weg des Kupfers von der Lagerstätte bis zum verarbeiteten Kultobjekt nach. In der Zeit vom 13. März bis zum 1. September 2024 war eine Masterkopie der Himmelsscheibe in der Sonderausstellung des Harzmuseum Wernigerode zu besichtigen.

### Touristische Inwertsetzung des Fundortes, Arche Nebra
Vier Jahre nach Auffindung der Himmelsscheibe wurden 2003 auf Landesebene eine Koordinierungsgruppe und eine regionalen Arbeitsgruppe zur touristischen Erschließung des Fundortes bei Wangen, einem Ortsteil der Stadt Nebra, gegründet. Darauf folgten 2004 eine Machbarkeitsstudie und 2004/2005 ein internationaler Architektenwettbewerb mit „Land Art“-Wettbewerb. Beauftragt wurde das Büro Holzer Kobler Architekturen aus Zürich. Baubeginn oberhalb von Wangen (An der Steinklöbe 16) war am 10. Oktober 2005. Die Eröffnung des rund 5,3 Millionen Euro teuren Bauprojekts der Arche Nebra als multimediales Besucherzentrum fand am 20. Juni 2007 statt sie ist Station der Tourismusroute „Himmelswege“. Zu den Angeboten in der Arche Nebra gehört auch ein Planetarium. Architektur und Farbgebung der Arche Nebra sollen an eine „Sonnenbarke im Unstruttal“ erinnern.
Der eigentliche Fundort auf dem Plateau des Mittelbergs befindet sich etwa einen Kilometer Luftlinie entfernt und höher; dort entstand auf einer gerodeten Waldlichtung ebenfalls nach einem Entwurf der Architekten Holzer Kobler ein 30 Meter hoher Aussichtsturm; dessen Umfeld entwarf das Büro club L94 LandschaftsArchitekten aus Köln. Das gesamte Bauprojekt erhielt mehrere Architekturpreise, u. a. 2007 den Architekturpreis des Landes Sachsen-Anhalt und 2009 den World Architecture Community Award.

### Forschungsprojekt Frühbronzezeit
Ausgelöst durch den Fund der Himmelsscheibe förderte die Deutsche Forschungsgemeinschaft von 2004 bis 2010 eine Forschergruppe zur kulturgeschichtlichen Neubewertung der Frühbronzezeit Mitteldeutschlands (FOR 550: Der Aufbruch zu neuen Horizonten. Die Funde von Nebra, Sachsen-Anhalt, und ihre Bedeutung für die Bronzezeit Europas).
Sechs Jahre lang untersuchte man 24 frühbronzezeitliche Bauten. Neben dem Fundort der Himmelsscheibe auf dem Mittelberg gehörten dazu zwölf Kreisgrabenanlagen in Sachsen-Anhalt, unter anderem in Egeln, Belleben und Bad Dürrenberg (Martin-Luther-Universität Halle-Wittenberg). Zudem erforschten Archäologen der Universität Jena zwölf vor 4000 bis 3500 Jahren auf Anhöhen errichtete befestigte Siedlungen in Sachsen-Anhalt. Die politische, religiöse oder wirtschaftliche Bedeutung dieser Höhensiedlungen sind derzeit Gegenstand intensiver Forschung.
Weitere Schwerpunkte sind die Grundlagen der frühbronzezeitlichen Metallverarbeitung, die Herkunft der Rohstoffe und damit verbundene weiträumige Kultur- und Handelsbeziehungen.

## Beschreibung
Die annähernd kreisrunde, geschmiedete Bronzeplatte hat einen Durchmesser von etwa 32 Zentimetern und wiegt ca. 2050 Gramm. Ihre Dicke nimmt von innen nach außen ab, von 4,5 Millimetern in der Mitte bis 1,7 Millimetern am Rand.
Mithilfe naturwissenschaftlicher Untersuchungen konnte auch die Herkunft des Metalls der Bronzescheibe bestimmt werden: Für das Kupfer der Legierung wurde das Verhältnis der im Kupfer enthaltenen radiogenen Blei-Isotope ermittelt. Dieses Verhältnis passt zu den Daten einer frühbronzezeitlichen Erzlagerstätte am Mitterberg in der Gemeinde Mühlbach am Hochkönig in den Ostalpen in Österreich. Auf eine ähnliche Weise wurde die Herkunft des Zinns ermittelt; die Eigenschaften des Zinns stimmen mit Zinnminen aus Cornwall überein. Neben einem geringen Zinnanteil von nur 2,6 Prozent weist die Himmelsscheibe außerdem einen für die Bronzezeit typisch hohen Gehalt von 0,2 Prozent Arsen auf.
Metallografische Untersuchungen ergaben, dass die Himmelsscheibe in einem aufwendigen Warmschmiedeprozess hergestellt wurde. Bis sie ihre endgültigen Ausmaße erreichte, wurde sie ungefähr zehn Mal auf rund 700 Grad Celsius erhitzt und ausgeschmiedet.
Die ursprüngliche Farbe dürfte nicht grünlich gewesen sein: Die von einer Korrosionsschicht aus Malachit verursachte heutige Grünfärbung ist erst durch die lange Lagerung in der Erde entstanden. Da die goldenen Sterne nur einen geringen Kontrast gegenüber polierter Bronze gehabt hätten, vermutet der Chemiker und Restaurator Christian-Heinrich Wunderlich, dass die bronzezeitlichen Schmiede die Bronze behandelt haben. So zeigen Versuche, dass eine zinnarme Bronze wie die Himmelsscheibe nach einer Behandlung mit einer Lösung aus Urin und Kupferverbindungen eine schwarz-blaue bis schwarz-violette künstliche Patina erhält. Ist die Scheibe vorher poliert, erhält die Patina einen guten Glanz. Die eingelegten Applikationen aus Gold bleiben durch die Behandlung unverändert und bilden einen guten Kontrast.
Die Applikationen aus unlegiertem Goldblech sind durch die Technik der Tauschierung eingearbeitet.

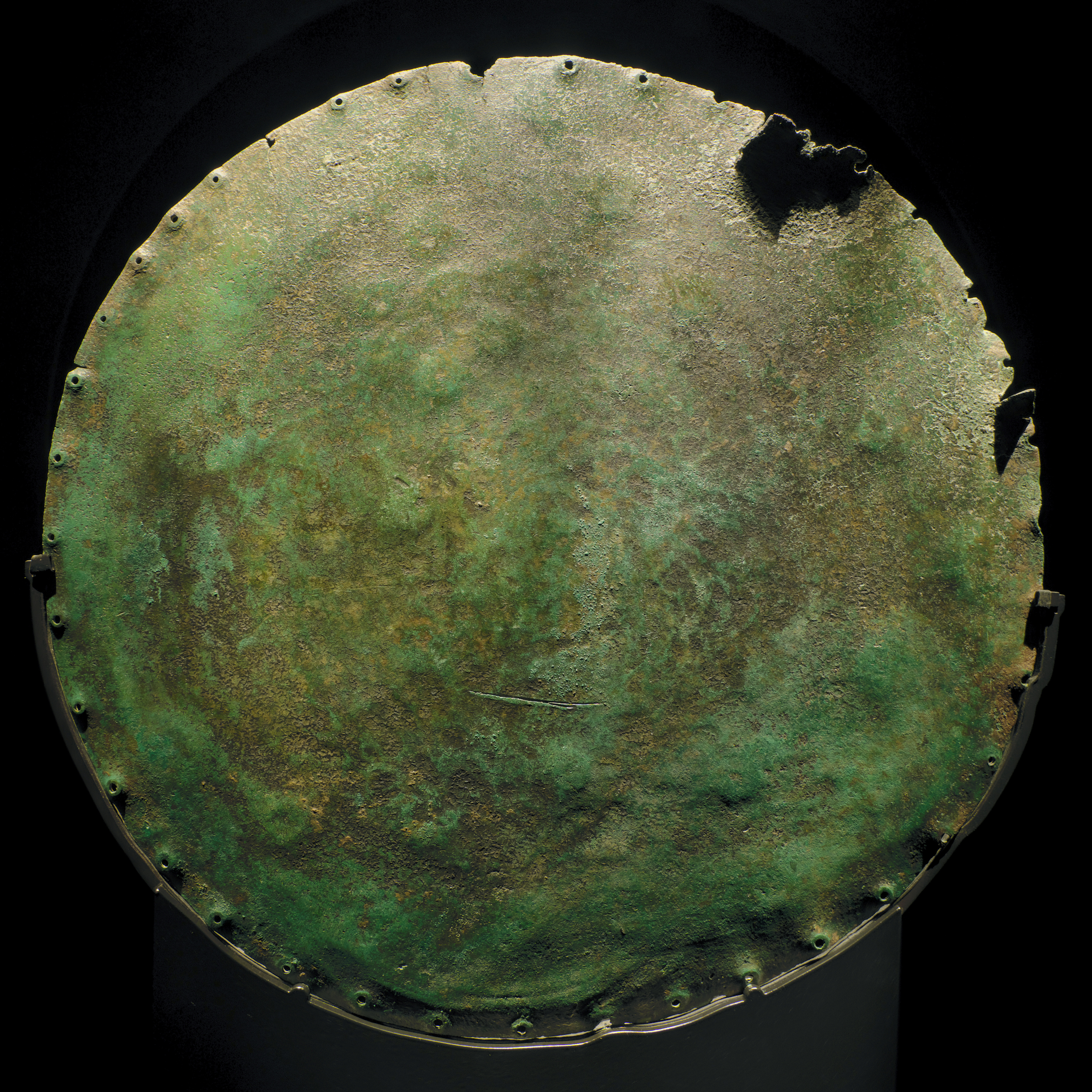
Rückseite

Ungewöhnlich für ein archäologisches Artefakt ist die Tatsache, dass an der Scheibe in der Zeit ihrer Nutzung wahrscheinlich mehrfach Änderungen vorgenommen wurden, was anhand der Überlagerungen von Bearbeitungen rekonstruiert wurde:
- Anfänglich bestanden die Goldapplikationen aus 32 runden Plättchen, einer größeren, runden sowie einer sichelförmigen Platte. Sieben der kleinen Plättchen sind etwas oberhalb zwischen der runden und der sichelförmigen Platte eng gruppiert.
- Später wurden am linken und rechten Rand die so genannten Horizontbögen angebracht, die aus Gold anderer Herkunft bestehen, wie dessen chemische Begleitbestandteile zeigen. Um Platz für die Horizontbögen zu schaffen, wurde ein Goldplättchen auf der linken Seite etwas zur Mitte versetzt, zwei auf der rechten Seite wurden überdeckt, so dass jetzt noch 30 Plättchen zu sehen sind.
- Die zweite Ergänzung ist ein weiterer Bogen am unteren Rand, wiederum aus Gold anderer Herkunft. Diese so genannte Sonnenbarke ist durch zwei annähernd parallele Linien strukturiert, an ihren Außenkanten wurden feine Schraffuren in die Bronzeplatte gekerbt.
- Bevor die Scheibe vergraben wurde, war sie ein drittes Mal modifiziert worden: Es fehlte bereits der linke Horizontbogen und die Scheibe war am Rand mit 39 sehr regelmäßig ausgestanzten, etwa 3 Millimeter großen, Löchern versehen.

Die Rückseite der Himmelsscheibe enthält keine Applikationen.

## Interpretation
Meller und Schlosser veröffentlichten 2004 eine umfangreiche Interpretation der Scheibe, ihrer Herstellung und der Verwendung. Sie wäre demnach in mehreren Phasen gefertigt worden. Aufgrund späterer Vermessungen und Erkenntnisse lassen sich Teile der Interpretation nicht mehr aufrechterhalten.

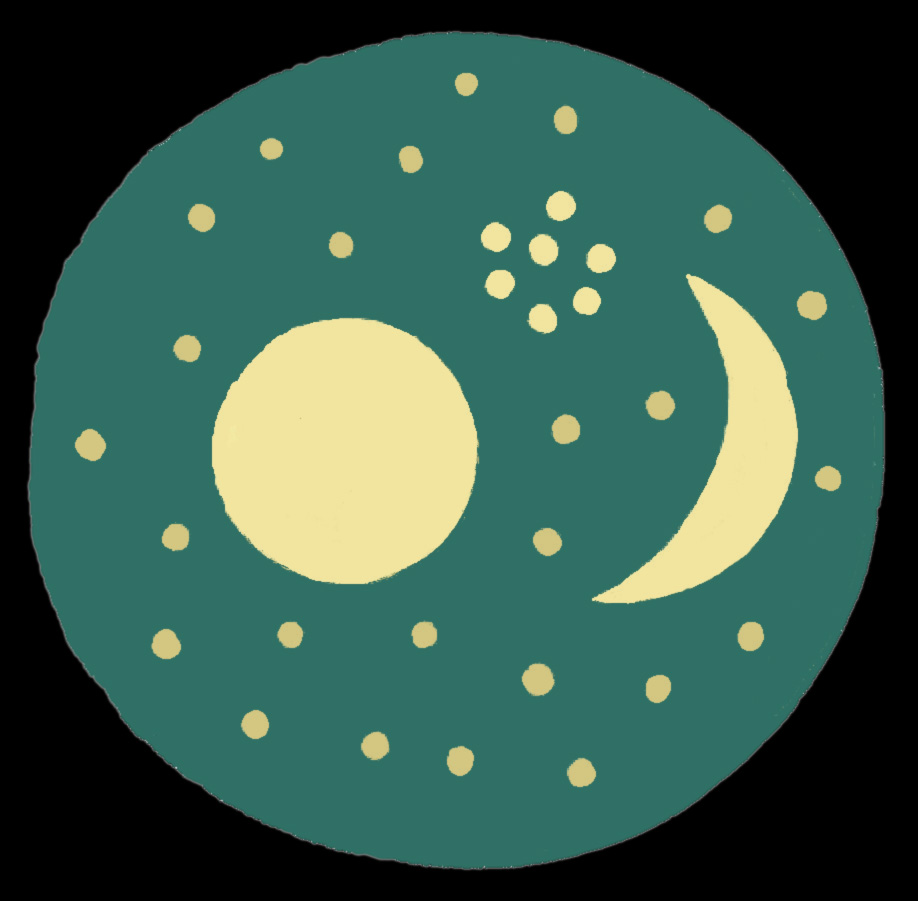
Erster Zustand: links der Vollmond, rechts der zunehmende Mond, oberhalb dazwischen die Plejaden (alle Darstellungen vereinfacht)
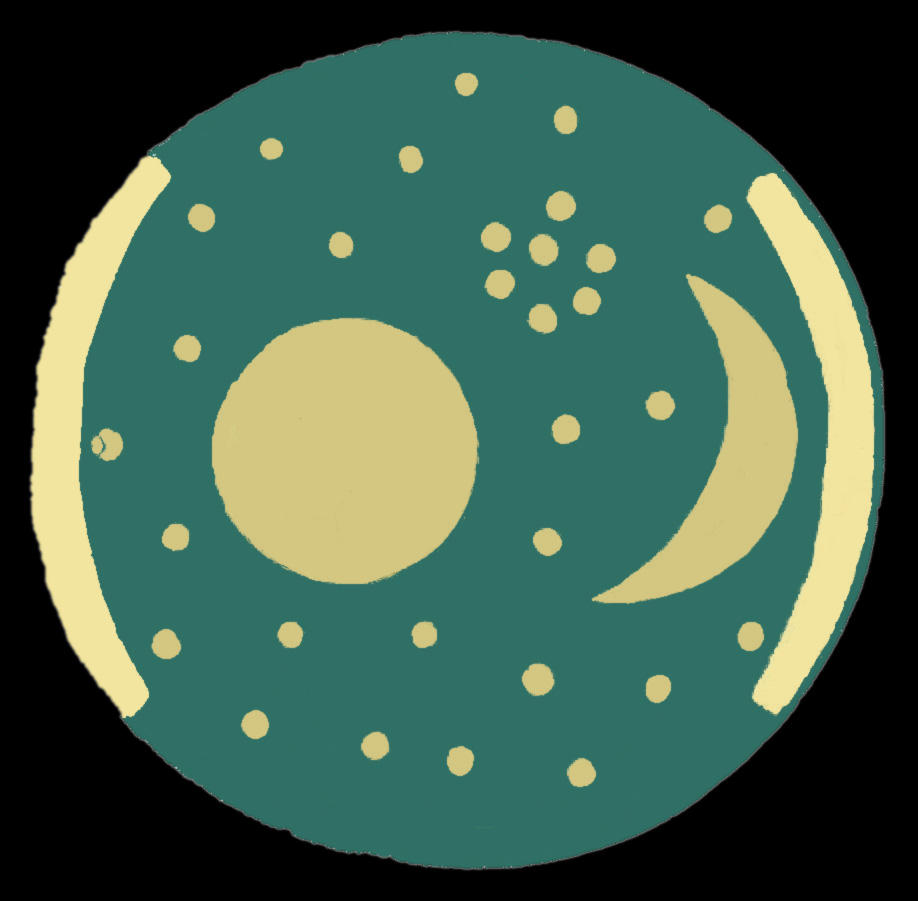
Zweiter Zustand: Ergänzung um die Horizontbögen für Sonnenauf- und -untergang. Einzelne Sterne wurden versetzt bzw. überdeckt.
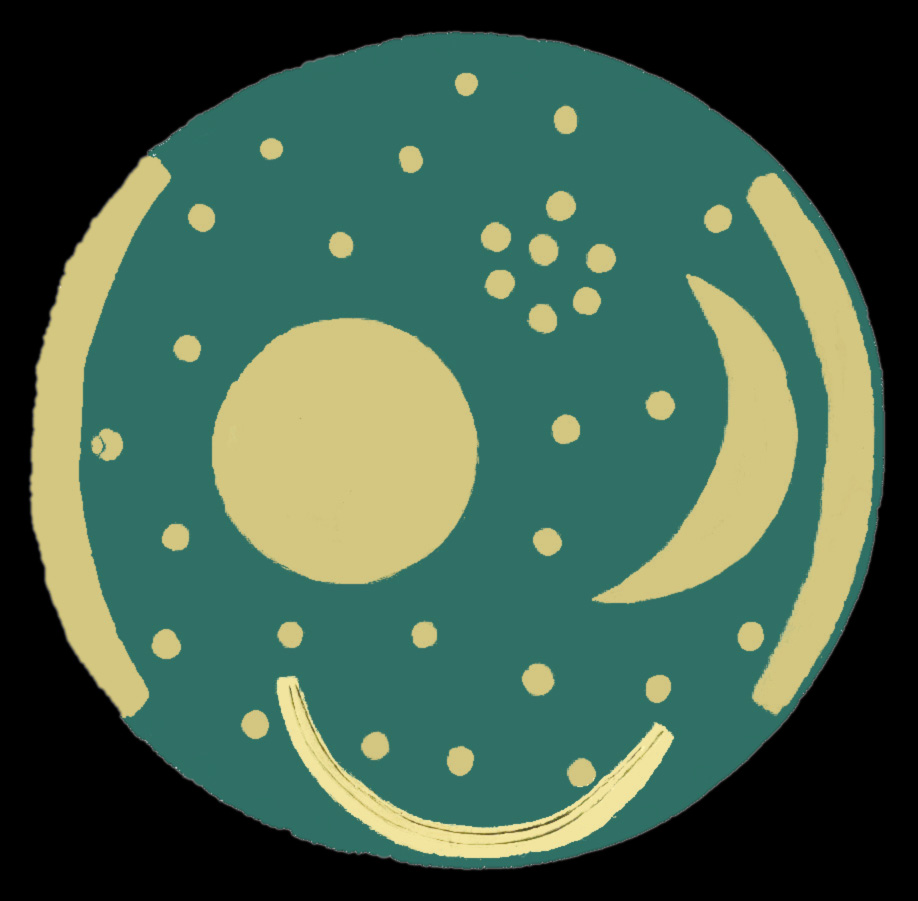
Dritter Zustand: Ergänzung um die Sonnenbarke.
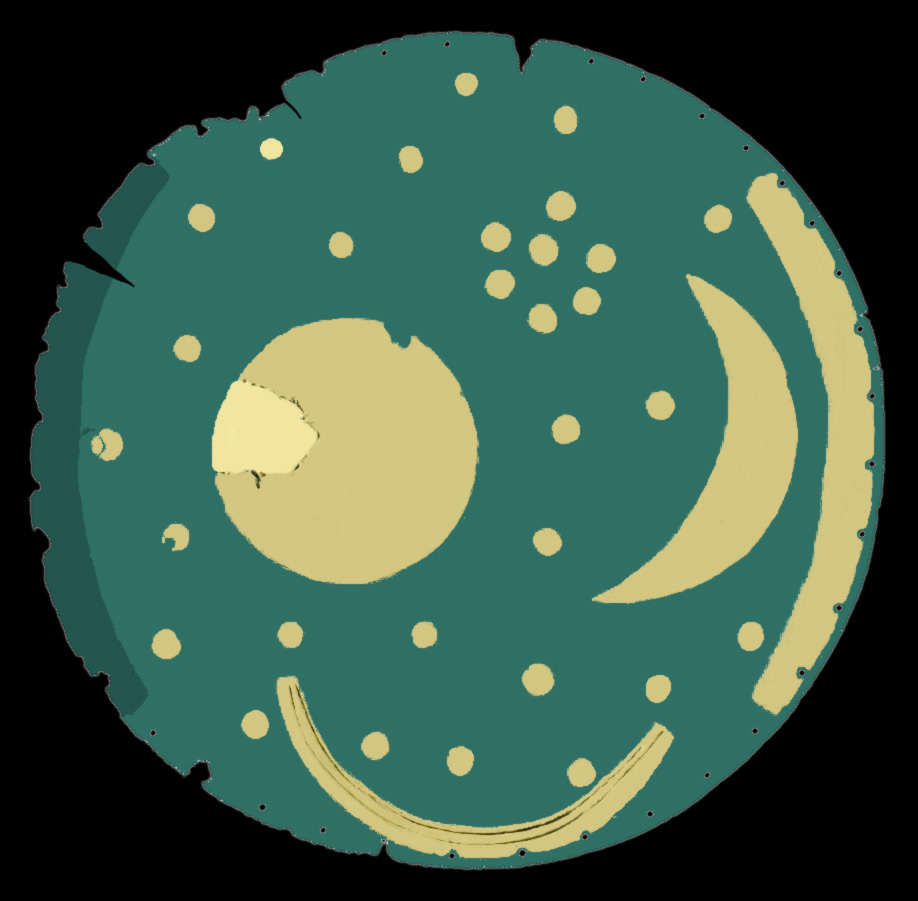
Heutiger Zustand: Die Einkerbung oben links und die Beschädigung des Vollmondes wurden durch die Ausgräber verursacht.

### Erste Phase
Nach der Interpretation von Meller und Schlosser stellen die Plättchen Sterne dar. Die Gruppe der sieben kleinen Plättchen identifizierten sie mit dem Sternhaufen der Plejaden, die zum Sternbild Stier gehören. Diese Hypothese wird von anderen Astronomen angezweifelt, da es für sie keine Belege gebe. Die anderen 25 Plättchen sind astronomisch nicht zuzuordnen und werden als Verzierung gewertet. Die große Scheibe wurde zunächst als Sonne, mittlerweile auch als Vollmond interpretiert und die Sichel als zunehmender Mond.
Mond und Plejaden stehen nach Meller und Schlosser für zwei Termine der Sichtbarkeit der Plejaden am Westhorizont. Die Plejaden hatten gemäß Schlosser um 1600 v. Chr. ihren akronychischen Untergang am 10. Märzgreg. sowie ihren heliakischen Untergang am 17. Oktobergreg.. Schlossers chronologischen Ansetzungen der Plejadenuntergänge wird in der Fachliteratur mehrfach widersprochen, da aufgrund der Witterungs- und Sichtbedingungen die jeweiligen Untergänge an verschiedenen Tagen beobachtet wurden. Die Schwankungsbreite liegt bei etwa sechs Tagen. Wenn am März-Termin der Mond in Konjunktion mit den Plejaden stand, war er eine schmale Sichel kurz nach dem Neumond. Im Oktober war bei einer etwaigen Konjunktion der Mond voll. Damit könnte die Himmelsscheibe als Erinnerungshilfe (Meller: Memogramm) für die Bestimmung des bäuerlichen Jahres von der Vorbereitung des Ackers bis zum Abschluss der Ernte gedient haben.
Eine andere Interpretation der ersten Phase vertrat 2006 der Astronom Rahlf Hansen vom Planetarium Hamburg. Demnach soll schon in der Bronzezeit eine Harmonisierung des Mondjahres (354 Tage) und des Sonnenjahres (365 Tage) versucht worden sein. Damit wäre das Wissen, das auf der Bronzescheibe festgehalten ist, ein weiteres frühbronzezeitliches Äquivalent neben den babylonischen und altägyptischen Schaltmonaten. Die Venus-Tafeln des Ammi-saduqa stellen bislang die ältesten Aufzeichnungen von Schaltmonaten dar. Etwa 1000 Jahre jünger ist die babylonische Keilschriftserie MUL.APIN, die insgesamt sieben Schaltregeln nennt, von denen zwei u. a. die Plejaden verwenden. Übers ganze Jahr werden systematisch Kontrollbeobachtungen mit hellen Sternen gemacht, um die Notwendigkeit für das Schalten eines Monats im Frühling oder Herbst zu bestimmen. Johannes Koch, Hermann Hunger und Susanne Hoffmann lehnen bezüglich der Himmelsscheibe von Nebra Vergleiche mit der vermeintlich ähnlichen babylonischen Plejaden-Schaltregel ab.

### Zweite Phase
Meller und Schlosser nahmen an, dass der Winkel von 82 Grad der später hinzugefügten Horizontbögen dem Winkel zwischen Sonnenauf- und -untergang an Winter- und Sommersonnenwende am Horizont auf dem Breitengrad des Fundorts entsprächen. Daraus leiteten sie ab, dass die Scheibe waagerecht so auf dem Mittelberg positioniert werden konnte, dass die gedachte Linie vom oberen Ende des linken Bogens zum unteren Ende des rechten Bogens auf die Spitze des etwa 85 km entfernten Brocken zeigt. So konnte die Scheibe als Kalender zur Verfolgung des Sonnenjahrs genutzt werden. Ob die Scheibe in diesem Zustand als Instrument zur Bestimmung der Sonnenwenden genutzt wurde, oder ob sie das Wissen über diese Bestimmungsmöglichkeiten lediglich darstellt, ließen sie offen. Nach neueren Erkenntnissen ist diese Interpretation unhaltbar, da die Winkel auf der Scheibe und im Gelände bei genauen Messungen zu weit voneinander abweichen. Ein Zusammenhang mit dem Brocken komme daher nicht in Betracht.

Sonnenuntergänge bei ausgerichteter Himmelsscheibe
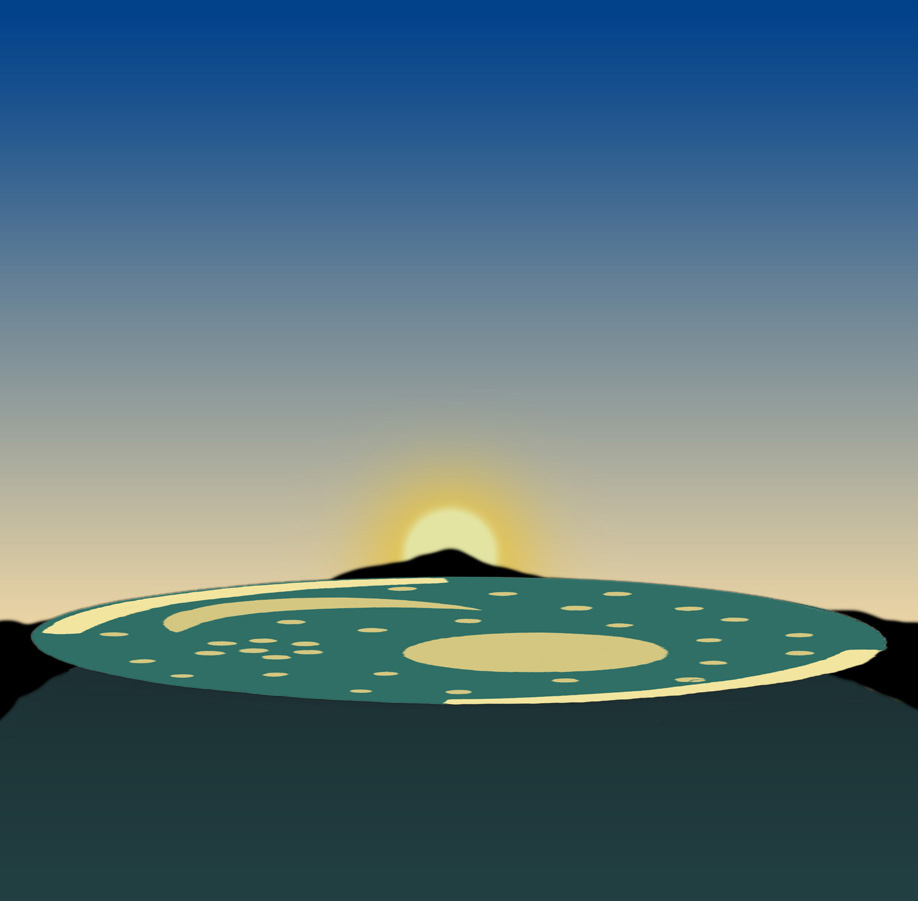
Sommersonnenwende: Durch Ausrichtung in Richtung Sonnenuntergang wird die Scheibe im Horizontsystem justiert.
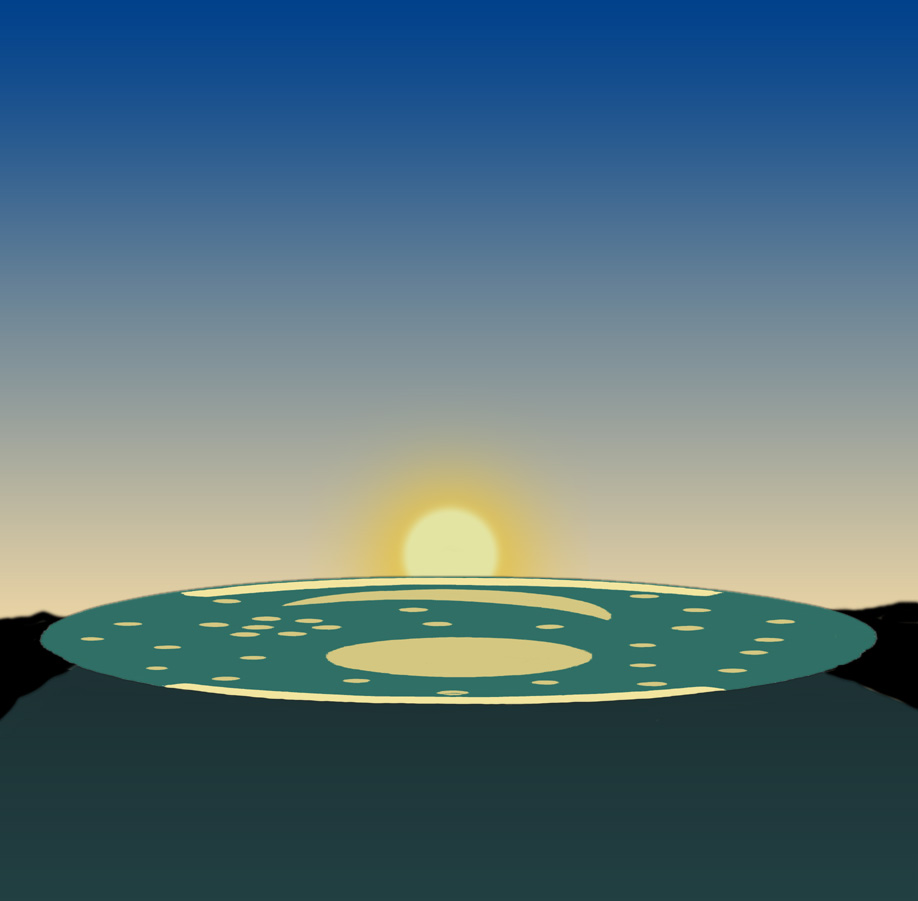
Herbst- und Frühlingsanfang: Blick auf den Sonnenuntergang zu den Tag-und-Nacht-Gleichen. Die Sonne geht zu dieser Zeit 41° weiter südlich genau in der Mitte des Goldstreifens unter – die Ausrichtung der Scheibe im Horizontsystem ist unverändert.
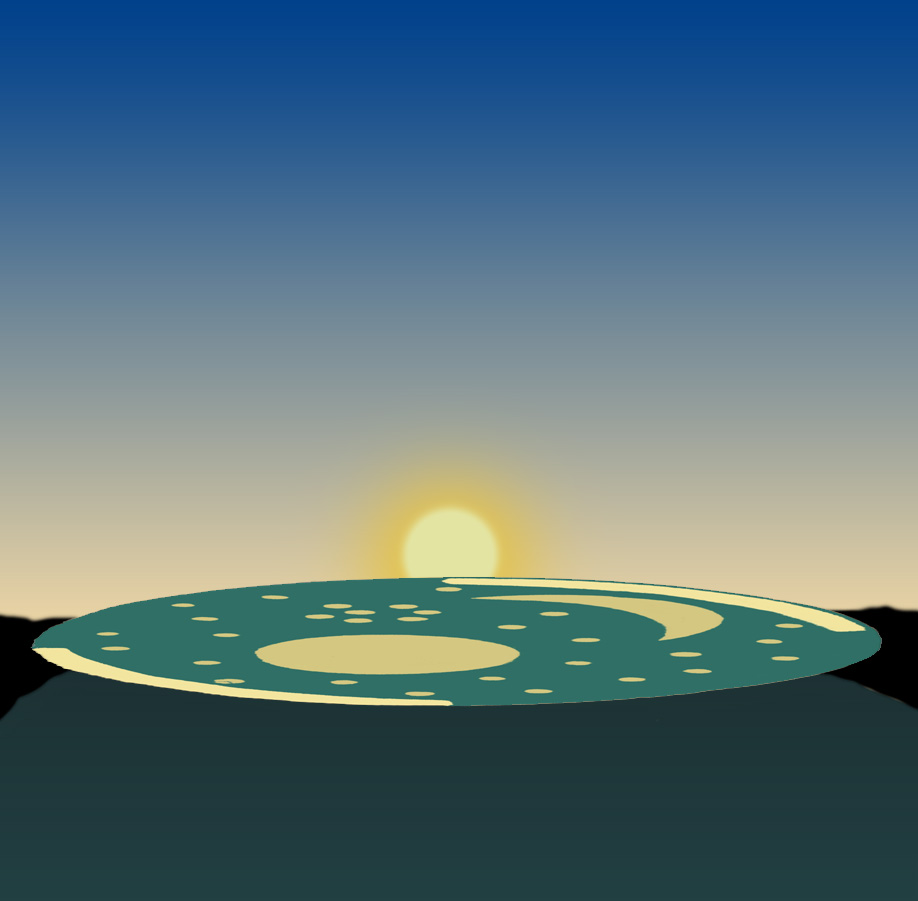
Wintersonnenwende: Der Sonnenuntergang hat seinen südlichsten Punkt erreicht und befindet sich nun 82° links seines nördlichsten Punkts bei der Sommersonnenwende – die Ausrichtung der Scheibe im Horizontsystem ist unverändert.

### Dritte Phase
Als letzte Ergänzung kam ein weiterer goldener Bogen mit zwei annähernd parallelen Längsrillen hinzu, der als Sonnenschiff gedeutet wird, wie man sie aus ägyptischen oder minoischen Abbildungen kennt. Umgeben ist der Bogen an den Längsseiten von kurzen Einkerbungen in der Bronzeplatte, vergleichbar der Darstellung von Rudern auf anderen bronzezeitlichen Schiffsdarstellungen aus Griechenland und Skandinavien. Diese Ergänzung hat vermutlich keine kalendarische Funktion, sie könnte die allnächtliche Überfahrt der Sonne von West nach Ost darstellen. Ob damit auf einen bronzezeitlichen kulturellen Austausch zwischen Mitteleuropa und dem Nahen Osten geschlossen werden kann, ist bislang ungewiss. Der Zweck der Löcher am Rand der Scheibe ist ungeklärt, mutmaßlich dienten sie zur Befestigung. Besonders diese letzte Ergänzung legt eine Verwendung der Scheibe auch für kultische Zwecke nahe.
Die Untersuchungen belegen eine Herstellung der Himmelsscheibe in Mitteleuropa vor 1600 v. Chr. Damit ist die Scheibe die bislang älteste konkrete Darstellung des Nachthimmels. Eine Kalksteinplatte von Tal-Qadi in Malta ist etwa 2000 Jahre älter. Ihre Eigenschaft als Sternkarte mit Darstellung der Plejaden und des Sternbildes Stier ist aber nicht gesichert.

### Weitere Interpretationsmöglichkeiten
Bemerkenswert für einen archäologischen Fund ist die große Anzahl weiterer, zum Teil sehr ausführlicher, Interpretationen. In der Fachwelt finden diese wenig bis gar keinen Rückhalt oder gelten als widerlegt.

#### Komplexes Glaubenssystem
Nach Ansicht von Miranda Aldhouse-Green häufen sich die Symbole stark religiöser Themenkreise wie Sonne, Horizontland für die Sonnenwenden, Sonnenbarke, Mond und – als besondere Vertreter der Sterne – die Plejaden regelrecht. Die Schöpfer der Scheibe hätten mit Absicht alle diese auch in anderen europäischen Regionen einzeln gefundenen religiösen Symbole zusammengeführt, und sie gehöre damit zu einem europaweiten, komplexen Glaubenssystem. Die Bronzescheibe könnte eine heilige Botschaft repräsentieren. Schon die Mitteleuropäer der Bronzezeit könnten in der Lage gewesen sein, ihr religiöses Glaubenssystem oder zumindest dessen Kern in einfacher, transportabler Form darzustellen.

#### Mondbezug
Paul Gleirscher deutet das bogenförmige Element auf der Scheibe nicht als Schiff, sondern als Sichel der Mondphase. Schiffe werden in der bronzezeitlichen Ikonographie meist (nahezu) gerade mit deutlich gebogenem Bug und Heck dargestellt. Die Sichel verstärke den Mondbezug, was mit vielen aus Sicheln zusammengesetzten Weihefunden korrespondiere. Er stimmt der Produktionszeit der Beifunde zu, hält aber eine Niederlegungszeit bis zum Ende der Spätbronzezeit (um 1000 vor Christus) für vorstellbar. Dies ermögliche Bezüge zu den Funden von Goldhüten.

#### Schamanistisches Objekt
Schon 2007 deuteten Emília Pásztor und Curt Roslund in dem Aufsatz An interpretation of the Nebra disc die sogenannte Himmelsscheibe als Objekt von Schamanen oder Häuptlingen, das keine astronomischen Deutungen zulasse und keinen Bezug zum Nahen Osten habe:

„Die gegenwärtige wissenschaftliche Erkenntnis tendiert dazu, uns auf astronomische Erklärungen hinzulenken, aber wir können nicht erwarten, dass eine kohärente – also zusammenhängende – Kenntnis der himmlischen Phänomene unter den Völkern des prähistorischen Europas vorhanden war.
Im Allgemeinen wäre der Zweck ihrer Beobachtungen ritueller Natur gewesen, doch die rituellen Regeln einer Gemeinschaft dürften sich von denen anderer unterschieden haben. Sogar die Elemente des Kalenders, die sich auf Sternpositionen am Himmel beziehen, dürften von lokalem Klima und der Landschaft beeinflusst worden sein. Die für die gemeinschaftlichen Bedürfnisse notwendige himmlische Überlieferung wurde mündlich weitergegeben und nicht unbedingt mit allen Mitgliedern der Gemeinschaft geteilt. Ethnographische Berichte deuten darauf hin, dass die Häuptlinge und/oder die Schamanen einer Gemeinschaft die einzigen Personen waren, die privilegiert waren, Zugang zu ihr zu haben.
So gibt es keinen zwingenden Beweis dafür, dass die Nebra-Scheibe jemals als Präzisionsinstrument für astronomische Beobachtungen gedient hat oder dass beabsichtigt war, himmlische Gegenstände oder Ereignisse mit irgendeiner Genauigkeit darzustellen, oder dass sie ikonographische Verbindungen nach Vorderasien zeigt. Es ist wahrscheinlicher, dass die Scheibe ein symbolischer Ausdruck des Kosmos war, mit einem Bezug auf das ikonographische System der nordischen Bronzezeit.“

#### Lunisolarkalender
Die aus der Bronzezeit stammende Himmelsscheibe von Nebra, die um 1800 vor Christus datiert wird, verfügt mit den eingestanzten Löchern am Außenrand über Konstruktionsmerkmale und Charakteristiken, die nach dem Informatiker Friedel Herten und dem Geologen Georg Waldmann auf einen Lunisolarkalender hinweisen.
In ihrer Studie wird vermutet, dass die Lunisolarkalender von Stonehenge und der Himmelsscheibe von Nebra auf dem 18,6-jährigen drakonitischen Zyklus basierten und ausschließlich auf der Beobachtung der Mondbahn mit der Bewegung ihrer nördlichen Mondwenden beruhten. Mit beiden Systemen hätten bereits vor mehr als 5000 Jahren Sonnen- und Mondfinsternisse auf den Tag genau vorhergesagt werden können.

## Der „Herr der Himmelsscheibe“
Die Himmelsscheibe von Nebra stellt in mehrfacher Hinsicht ein Objekt dar, das nur mit einem Fürsten in Verbindung gebracht werden kann. Zum einen bildet sie exklusives astronomisches Wissen ab, das ihrem Besitzer half, über Kalenderbestimmungen seine soziale Stellung zu festigen. Weiterhin war die Kombination von Bronze und Gold nur den oberen Schichten der Aunjetitzer Kultur vorbehalten. Auch die Herkunft der Materialien (Kupfer aus den Alpen, Zinn und Gold aus Cornwall) sprechen für einen sehr einflussreichen Auftraggeber bzw. Hersteller mit weitreichenden Handelsbeziehungen. Im Gegensatz zu ihrer Deponierung um 1600 v. Chr. lässt sich der Zeitpunkt ihrer Herstellung bislang nur recht unsicher fassen. Nach Harald Meller dürfte sie etwa 100–200 Jahre in Gebrauch gewesen sein. Ihre Herstellung wäre somit im 17. oder 18. Jahrhundert v. Chr. zu verorten.
Als möglicher „Herr der Himmelsscheibe“ kommt der Bestattete im Grabhügel Bornhöck bei Raßnitz in Frage. Dieser einst landschaftsprägende Hügel war im 19. Jahrhundert abgetragen worden. Im Jahr 2010 wurden jedoch auf einem Luftbild unterirdisch erhaltene Reste entdeckt, die zwischen 2014 und 2017 archäologisch untersucht wurden. Bereits die Größe des Hügels mit einem bronzezeitlichen Durchmesser von 65 m spricht für eine überregional herausragende Stellung des Bestatteten. Dank organischer Funde konnte die Entstehungszeit des Hügels mittels Radiokarbonmethode auf etwa 1800 v. Chr. datiert werden. Somit fällt seine Errichtung etwa in die gleiche Zeit wie die Herstellung der Himmelsscheibe. Weitreichende Handelskontakte des Bestatteten sind bspw. durch ein Brotlaibidol belegt, das typisch für die Kulturen Südosteuropas ist. Es scheint daher plausibel, den im Bornhöck bestatteten Fürsten als möglichen Auftraggeber oder sogar Hersteller der Himmelsscheibe in Betracht zu ziehen.
Die Gegend um den Bornhöck war ein wirtschaftliches und kulturelles Zentrum der Aunjetitzer Kultur. Mit dem Grabhügel von Dieskau und dem Hallberg bei Osmünde sind hier noch zwei weitere bedeutende Grabanlagen belegt. Auch mehrere äußerst wertvolle und umfangreiche Hortfunde stammen von hier, bspw. das Depot von Bennewitz und die Depots I, II und III von Dieskau.
2019 kritisierte der österreichische Archäologe Raimund Karl Mellers Deutung der Kultur zur Zeit der Himmelsscheibe von Nebra. Er hält sie für „wissenschaftlich hochgradig bedenklich“ und eine „gänzlich unreflektierte Anwendung einer seit über einem halben Jahrhundert wissenschaftlich vollkommen diskreditierten archäologischen Interpretationsmethode“ in Form der Siedlungsarchäologie von Gustaf Kossinna aus dem späten 19. und frühen 20. Jahrhundert.

## Rezeption

### Würdigungen

Darstellung der Himmelsscheibe auf einer Gedenkmünze

Die Himmelsscheibe von Nebra wurde mit der Ausgabe einer silbernen Gedenkmünze von 10 € und eines Sonder-Postwertzeichens zu 55 Cent durch die Bundesrepublik Deutschland gewürdigt. Ausgabetag war der 9. Oktober 2008.
Im Juni 2013 wurde die Himmelsscheibe durch die UNESCO in das „Weltdokumentenerbe“ aufgenommen. Die Urkunde der Anerkennung als Dokumentenerbe wurde dem Landesmuseum für Vorgeschichte in Halle am 30. September 2013 durch den Leiter der deutschen UNESCO-Kommission Walter Hirche übergeben und die Anerkennung damit offiziell.

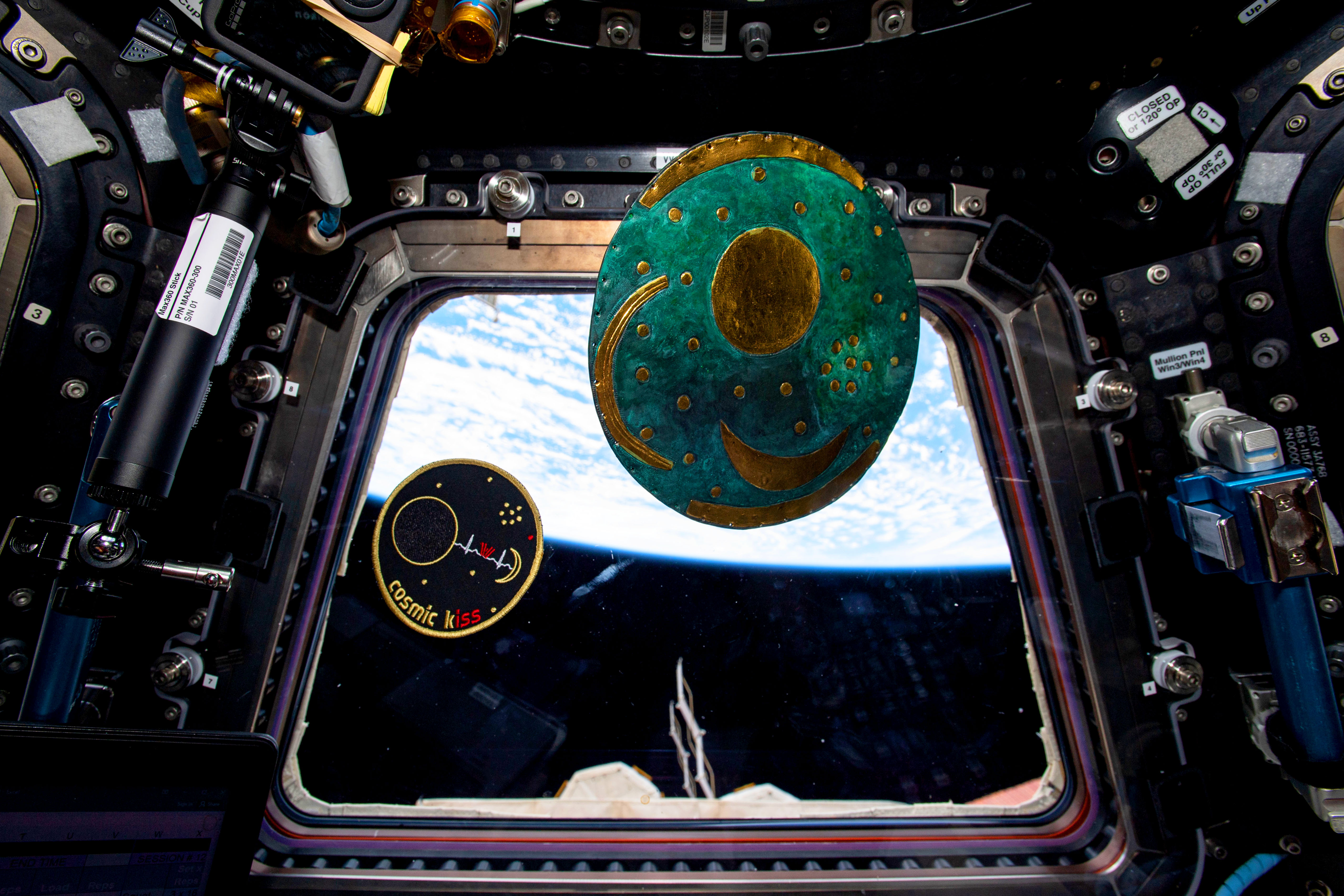
Eine Replik der Himmelsscheibe im Cupola-Modul der ISS

Eine weitere Würdigung fand 2021 statt. Die Himmelsscheibe wurde in das sogenannte 'Mission-Patch' der Mission Cosmic Kiss des deutschen Astronauten Matthias Maurer verarbeitet.
Zudem führt die Verbandsgemeinde Unstruttal die Himmelsscheibe im durch den Heraldiker Jörg Mantzsch gestalteten Wappen.

### Urheber- und Markenrecht
Gerichte befassten sich im Hinblick auf den Markenschutz mit der Scheibe. Nachdem sie am 25. September 2002 der Öffentlichkeit auf einer Pressekonferenz vorgestellt worden war, meldete am 27. September 2002 eine Privatperson zwei Bild-/Wortmarken, die die Himmelsscheibe in stilisierter Form nebst beschreibenden Schriftzügen (unter anderem Himmelsscheibe von Nebra) enthalten, beim Deutschen Patent- und Markenamt an. Als danach auch das Land Sachsen-Anhalt eine Markenanmeldung der Himmelsscheibe von Nebra vornahm, wurde es von der Privatperson aufgefordert, die Anmeldung zurückzunehmen; Unterlassungsansprüche wurden geltend gemacht und Schadensersatzansprüche angedroht. Das Land klagte seinerseits erfolgreich auf Löschung der eingetragenen Marken. Die Berufung der Privatperson beim OLG Naumburg wurde zurückgenommen. Das Land war durch § 12 Abs. 1 Denkmalschutzgesetz SA Eigentümer der Scheibe geworden; ihm stand damit das Recht nach § 71 UrhG zu, also ein nachgelassenes Werk erstmals zu veröffentlichen. Dieses Recht ging dem Recht der Privatperson aus der eingetragenen Marke vor und begründete ein Recht zur Löschung der Marke zu Gunsten des Landes (§ 13 MarkenG).
In einem bislang – für archäologische Fundstücke vergleichbarer Bedeutung – einmaligen Vorgang gab es Zivilprozesse über die Verwertungsrechte der Himmelsscheibe von Nebra. Hierbei standen in zwei Verfahren Verlage dem Land Sachsen-Anhalt gegenüber. Das Land als Eigentümer der Scheibe hat mehrere Bild-/Wortmarken angemeldet und beruft sich auf ein Leistungsschutzrecht aus der erstmaligen Veröffentlichung eines nachgelassenen Werkes, der editio princeps. Aus diesen Rechten beansprucht das Land, Abbildungen der Scheibe zu kontrollieren und Lizenzgebühren für Verwendungen geltend zu machen.
Das Landgericht Magdeburg entschied im April 2005, dass dem Land Sachsen-Anhalt die beanspruchten Rechte zustehen: Als Eigentümer der Himmelsscheibe stehe ihm das Recht zur Veröffentlichung zu, aus der vermuteten kultischen Nutzung vor 3600 Jahren in Form der Präsentation der Scheibe auf Prozessionen sei nicht abzuleiten, dass sie damals im Sinne des Urheberrechtes bereits erschienen sei und alle Rechte abgelaufen wären. Aufgrund einer Entscheidung des Oberlandesgerichts Düsseldorf vom August 2005 und des Bundesgerichtshofs von 2009 ist diese Gerichtsentscheidung mittlerweile als überholt zu betrachten. In drei Beschlüssen gab das Deutsche Patent- und Markenamt (Dienststelle Jena) im September 2009 einem Augsburger Goldschmiedemeister recht, der die Löschung der Himmelsscheiben-Marken beantragt hatte. Das Land Sachsen-Anhalt legte Beschwerde gegen diese Entscheidung ein, die sie jedoch auf anwaltlichen Rat zurückzog und in der Folge auf die Marken verzichtete. Stattdessen meldete das Land Sachsen-Anhalt im Oktober inhaltlich gleiche Marken (009533423, 009763392 und 009763475) beim Amt der Europäischen Union für die Eintragung von Marken und Geschmacksmustern an.
Im Oktober 2023 forderte eine Berliner Anwaltskanzlei im Auftrag des Landesamts für Denkmalpflege und Archäologie Sachsen-Anhalts die Löschung von Bildern der Himmelsscheibe auf Wikimedia Commons. Wikimedia Deutschland wies die Forderung unter Berufung auf § 68 UrhG als unbegründet zurück.

### Die Himmelsscheibe in der Populärkultur
In der Folge „Sonne, Mord und Sterne“ (engl. Written in the stars) der Kriminalserie Inspector Barnaby (Folge Nr. 92, Staffel 15, Erstausstrahlung September 2012) wird ein dort so genannter frühzeitlicher Diskus als Mordwaffe verwendet, der praktisch der Himmelsscheibe von Nebra entspricht. Der Diskus wird aus einem Museum gestohlen, die seitliche Kante vom Täter nachgeschärft.
Im Jahr 2022 entstand die 26-teilige Zeichentrickserie Ach du heilige Scheibe, deren titelgebendes Element die Himmelsscheibe von Nebra ist.
Im September 2024 veröffentlichte die deutsche Rockband Stern-Combo Meißen das Konzeptalbum Die Himmelsscheibe von Nebra, dessen erstes fast 10 Minuten langes Stück den gleichen Titel trägt und das sich mit der Geschichte rund um die Entstehung des Artefakts auseinandersetzt.

### Überblickswerke
- Harald Meller (Hrsg.): Der geschmiedete Himmel. Die weite Welt im Herzen Europas vor 3600 Jahren. Konrad Theiss Verlag, Stuttgart 2004, ISBN 3-8062-1907-9.
- Harald Meller (Hrsg.), Regine Maraszek: Die Himmelsscheibe von Nebra (= Kleine Reihe zu den Himmelswegen. Band 1). Landesamt für Denkmalpflege und Archäologie Sachsen-Anhalt/Landesmuseum für Vorgeschichte, Halle (Saale) 2008, ISBN 978-3-939414-15-5, 5. geänderte Auflage 2014, ISBN 978-3-944507-15-6.
- Harald Meller, Kai Michel: Die Himmelsscheibe von Nebra. Der Schlüssel zu einer untergegangenen Kultur im Herzen Europas, Ullstein, Berlin 2020, ISBN 978-3-548-06116-0.
- Harald Meller, Kai Michel: Griff nach den Sternen – Nebra, Stonehenge, Babylon: Reise ins Universum der Himmelsscheibe. Propyläen, Berlin 2021, ISBN 978-3-549-10027-1.
- Harald Meller, Michael Schefzik (Hrsg.): Die Welt der Himmelsscheibe von Nebra – Neue Horizonte. Begleitband zur Sonderausstellung im Landesmuseum für Vorgeschichte Halle (Saale), 4. Juni 2021 bis 9. Januar 2022. wbg Theiss, Darmstadt 2020, ISBN 978-3-8062-4223-2.
- Harald Meller, Michael Schefzik (Hrsg.), Jan-Heinrich Bunnefeld et al.: Die Welt der Himmelsscheibe von Nebra – Neue Horizonte (= Begleithefte zu Sonderausstellungen im Landesmuseum für Vorgeschichte Halle. Band 8). Landesmuseum für Vorgeschichte Halle (Saale), Halle (Saale) 2021, ISBN 978-3-948618-18-6.
- Iris Newton: Die Welt der Himmelsscheibe: Entstehung – Funktion – Entdeckung. Palm, Berlin 2017, ISBN 978-3-944594-62-0.

### Fachbeiträge
- Miranda Aldhouse-Green, Howard Davies, Clive Ruggles: Star Wars. In: British Archaeology Band 79, 2004, S. 16–17.
- Miranda und Stephen Aldhouse-Green: The Quest for the Shaman. Shape-Shifters, Sorcerers and Spirit Healers in Ancient Europe. Thames & Hudson, London 2005, ISBN 0-500-05134-8, bes. S. 107–110.
- Bertram Böhrer:  Die Festlegung des Jahresbeginns mit der Himmelsscheibe von Nebra. In: Archäologie in Sachsen-Anhalt N.F. Band 11, 2023.
- Gregor Borg, Harald Meller (Hrsg.): Im Dialog mit der Erde – Geologische Begleitforschung im Umfeld der Himmelsscheibe von Nebra (= Forschungsberichte des Landesmuseums für Vorgeschichte Halle. Band 13). Landesamt für Denkmalpflege und Archäologie Sachsen-Anhalt – Landesmuseum für Vorgeschichte, Halle (Saale) 2019, ISBN 978-3-944507-90-3.
- Gregor Borg, Ernst Pernicka: Goldene Zeiten? – Europäische Goldvorkommen und ihr Bezug zur Himmelsscheibe von Nebra. In: Jahresschrift für mitteldeutsche Vorgeschichte. Band 96, 2017, S. 111–138 (Online).
- Gregor Borg et al.: From distant lands – Provenance studies of natural gold in comparison to the gold of the Sky Disc of Nebra. In: Harald Meller, François Bertemes (Hrsg.): Der Aufbruch zu neuen Horizonten. Neue Sichtweisen zur europäischen Frühbronzezeit. Abschlusstagung der Forschergruppe FOR550 vom 26. bis 29. November 2010 in Halle (Saale) (= Tagungen des Landesmuseums für Vorgeschichte Halle. Band 19). Landesamt für Denkmalpflege und Archäologie Sachsen-Anhalt, Halle (Saale) 2020, ISBN 978-3-948618-03-2, S. 55–78 (Online).
- Gerhard Brügmann et al.: Chemische Zusammensetzung und Zinn- und Bleiisotopenverhältnisse in Schwertern des Typs „Apa“ und assoziierten Bronzeobjekten aus Apa, Nebra und Dänemark. In: Leif Glaser (Hrsg.): Archäometrie und Denkmalpflege 2018. Jahrestagung am Deutschen Elektronen-Synchrotron Hamburg 20.–24. März 2018. Verlag Deutsches Elektronen-Synchrotron, Hamburg 2018, ISBN 978-3-945931-16-5, S. 64–67 (Online).
- Jan-Heinrich Bunnefeld, Alfred Reichenberger: Einige Gedanken zu Paul Gleirschers Artikel »Die Himmelsscheibe von Nebra: Zum Stand der Deutung und Datierung eines schillernden Ritualgeräts«. In: Jahresschrift für mitteldeutsche Vorgeschichte. Band 99, 2023, S. 63–76 (Online).
- Juan Crocco, Susanne M. Hoffmann, Nikolaus Vogt: 5. Essay: What is depicted on the Nebra Sky Disc? In: Susanne M. Hoffmann, Gudrun Wolfschmidt (Hrsg.): Astronomy in culture - cultures of astronomy. Featuring the proceedings of the splinter meeting at the annual conference of the Astronomische Gesellschaft, Sept. 14–16, 2021 (= Nuncius Hamburgensis. Band 57). tredition, Hamburg 2022, ISBN 978-3-347-71288-1, S. 87–102 (Online).
- Anja Ehser, Gregor Borg, Ernst Pernicka:  Provenance of the gold of the Early Bronze Age Nebra Sky Disk, central Germany: geochemical characterization of natural gold from Cornwall. In: European Journal of Mineralogy. Band 23, 2011, S. 895–910 (Online).
- Manuela Frotzscher: Geochemische Charakterisierung von mitteleuropäischen Kupfervorkommen zur Herkunftsbestimmung des Kupfers der Himmelsscheibe von Nebra (= Forschungsberichte des Landesmuseums für Vorgeschichte Halle. Band 1). Landesamt für Denkmalpflege und Archäologie Sachsen-Anhalt – Landesmuseum für Vorgeschichte, Halle (Saale) 2012, ISBN 978-3-939414-80-3 (Dissertation Universität Halle 2009) (Online).
- Rupert Gebhard, Rüdiger Krause: Bernstorf, Archäologisch-naturwissenschaftliche Analysen der Gold- und Bernsteinfunde vom Bernstorfer Berg bei Kranzberg, Oberbayern (= Abhandlungen und Bestandskataloge der Archäologischen Staatssammlung. Band 3/Frankfurter Archäologische Schriften. Band 31). Archäologische Staatssammlung München, München 2016, ISBN 978-3-927806-43-6, S. 25–43, 307–319 (Online).
- Rupert Gebhard, Rüdiger Krause: Kritische Anmerkungen zum Fundkomplex der sog. Himmelsscheibe von Nebra. In: Archäologische Informationen. Band 43, 2020, S. 325–346 (Online).
- Rupert Gebhard, Rüdiger Krause: Geschmiedeter Himmel oder gegossene Scheibe? Eine Ergänzung zu „Kritische Anmerkungen zum Fundkomplex der sog. Himmelsscheibe von Nebra“ (3.9.2020) . In: Archäologische Informationen. Band 43, 2020, S. 347–356 (Online).
- Paul Gleirscher: Zum Bildprogramm der Himmelsscheibe von Nebra: Schiff oder Sichel. In: Germania. Band 85/1, 2007, S. 23–33 (Online).
- Paul Gleirscher: Die Himmelsscheibe von Nebra: Zum Stand der Deutung und Datierung eines schillernden Ritualgeräts. In: Archäologische Informationen. Band 44, 2021, S. 187–204 (Online).
- Rahlf Hansen: Die Himmelsscheibe von Nebra – neu interpretiert, in: Archäologie in Sachsen-Anhalt N.F. Band 4, 2006 (2007), ISSN 0072-940X, S. 289–304.
- Friedel Herten, Georg Waldmann: Functional principles of early time measurement at Stonehenge and Nebra. In: Archäologische Informationen. Band 41, 2018, S. 275–288, doi:10.11588/ai.2018.0.56947 (uni-heidelberg.de [PDF; abgerufen am 19. Juni 2019]).
- Susanne M. Hoffmann: Zeigt die Himmelsscheibe von Nebra ein Instrument der Zeitrechnung? In: Codices Manuscripti & Impressi. Zeitschrift für Buchgeschichte. Supplementum 20, 2023, S. 7–22 (Online).
- Johannes Koch: Die Himmelsscheibe von Nebra – Ein Deutungsversuch. In: Archäologie in Sachsen-Anhalt N.F. Band 2, 2004, ISSN 0072-940X, S. 39–43.
- Ralf Koneckis, Holger Filling: Die Goldpunkte auf der Himmelsscheibe von Nebra, in: Lectures in Geophysics and Physics. VI (2), 2005, S. 56–75 (PDF; 563 kB).
- Harald Meller: Die Himmelsscheibe von Nebra – ein frühbronzezeitlicher Fund von außergewöhnlicher Bedeutung. In: Archäologie in Sachsen-Anhalt N.F. Band 1, 2002, ISSN 0072-940X, S. 7–20 (Online).
- Harald Meller: Die Himmelsscheibe von Nebra. Fundgeschichte und archäologische Bewertung. In: Sterne und Weltraum. Band 12, 2003, S. 28–33.
- Harald Meller: Nebra: Vom Logos zum Mythos – Biographie eines Himmelsbildes. In: Harald Meller, François Bertemes (Hrsg.): Der Griff nach den Sternen – Wie Europas Eliten zu Macht und Reichtum kamen (= Tagungen des Landesmuseums für Vorgeschichte Halle (Saale). Band 5). Landesmuseums für Vorgeschichte, Halle 2010, ISBN 978-3-939414-28-5, S. 23–73 (Online).
- Harald Meller: Der Hortfund von Nebra im Spiegel frühbronzezeitlicher Deponierungssitten. In: Harald Meller et al. (Hrsg.): 1600 – Kultureller Umbruch im Schatten der Thera-Ausbruchs? 4. Mitteldeutscher Archäologentag vom 14. bis 16. Oktober 2011 in Halle (Saale) (= Tagungen des Landesmuseums für Vorgeschichte Halle. Band 9). Landesamt für Denkmalpflege und Archäologie Sachsen-Anhalt/Landesmuseum für Vorgeschichte, Halle (Saale) 2013, ISBN 978-3-944507-00-2, S. 493–526 (Online).
- Harald Meller: Die Himmelsscheibe von Nebra – Astronomie und Zeitbestimmung als Quelle der Macht. In: Harald Meller, Alfred Reichenberger, Roberto Risch (Hrsg.): Zeit ist Macht. Wer macht Zeit? – Time is power. Who makes time? 13. Mitteldeutscher Archäologentag 2020 (= Tagungen des Landesmuseum für Vorgeschichte Halle (Saale). Band 24). Landesamt für Denkmalpflege und Archäologie Sachsen-Anhalt/Landesmuseum für Vorgeschichte, Halle (Saale) 2021, ISBN 978-3-948618-22-3, S. 149–163 (Online).
- Andreas Müller-Karpe: Die Himmelsscheibe von Nebra und ihre anatolischen Bezüge (= Marburger Schriften aus dem Vorgeschichtlichen Seminar der Philipps-Universität. Band 64). Vorgeschichtliches Seminar der Philipps-Universität, Marburg 2021, ISBN 978-3-8185-0563-9.
  - Birgit Christiansen: Rezension zu: Müller-Karpe, A. (2021). Die Himmelsscheibe von Nebra und ihre anatolischen Bezüge. (Marburger Schriften aus dem Vorgeschichtlichen Seminar der Philipps-Universität, 64). Marburg: Vorgeschichtliches Seminar. In: Archäologische Informationen. Band 45, 2022, S. 212–217 (Online).
- Emília Pásztor:  The World of Nebra Sky Disc and Stonehenge. Two Great Exhibitions Inspired by Ancient Sky Lore? In: Journal of Skyscape Archaeology. Band 9/2, 2023 (2024), S. 132–150.
- Emília Pásztor, Curt Roslund: An interpretation of the Nebra disc. In: Antiquity. Band 81, 2007, S. 267–278 (Online).
- Ernst Pernicka: Archäometallurgische Untersuchungen am und zum Hortfund von Nebra. In: Harald Meller, François Bertemes (Hrsg.): Der Griff nach den Sternen – Wie Europas Eliten zu Macht und Reichtum kamen (= Tagungen des Landesmuseums für Vorgeschichte Halle (Saale). Band 5). Landesmuseums für Vorgeschichte, Halle 2010, ISBN 978-3-939414-28-5, S. 719–734 (Online).
- Ernst Pernicka et al.: Why the Nebra Sky Disc Dates to the Early Bronze Age. An Overview of the Interdisciplinary Results. In: Archaeologia Austriaca. Band 104, 2020, S. 89–122 (Online).
- Ernst Pernicka et al.: Warum die Himmelsscheibe von Nebra in die Frühbronzezeit datiert. Überblick über die interdisziplinären Forschungsergebnisse. In: Jahresschrift für mitteldeutsche Vorgeschichte. Band 98, 2021, S. 9–62 (Online).
- Mathilde und Hinrich Rahmann: Dechiffrierung der Himmelsscheibe von Nebra? In: P.R. Sahm, H. Rahmann, H.J. Blome, G. Thiele (Hrsg.): Homo spaciens. Der Mensch im Kosmos. Ein interdisziplinärer Ausblick auf Ursprung und Zukunft des Menschen im All. Discorsi-Verlag, Hamburg 2005, ISBN 3-9807330-8-4, S. 99–118.
- Clive Ruggles: Ancient Astronomy. An Encyclopedia of Cosmologies and Myth. ABC-Clio 2005, ISBN 1-85109-477-6 Eintrag: Nebra Disc, S. 304–307.
- Peter Schauer: Kritische Anmerkungen zum Bronzeensemble mit „Himmelsscheibe“ angeblich vom Mittelberg bei Nebra, Sachsen-Anhalt. In: Archäologisches Korrespondenzblatt. Band 35, 2005, S. 323–328 und 559 (Korrektur).
- Wolfhard Schlosser: Zur astronomischen Deutung der Himmelsscheibe von Nebra. In: Archäologie in Sachsen-Anhalt. Band 1, 2002, ISSN 0072-940X, S. 21–23.
- Wolfhard Schlosser: Astronomische Deutung der Himmelsscheibe von Nebra. In: Sterne und Weltraum. Band 12, 2003, S. 34–40.
- Wolfhard Schlosser: Die Himmelsscheibe von Nebra – Sonne, Mond und Sterne. In: A. D. Wittmann, G. Wolfschmidt, H. W. Duerbeck (Hrsg.): Development of Solar Research / Entwicklung der Sonnenforschung.  Frankfurt am Main 2005, ISBN 3-8171-1755-8, S. 27–65.
- Wolfhard Schlosser: Die Himmelsscheibe von Nebra – Astronomische Untersuchungen. In: P. R. Sahm, H. Rahmann, H. J. Blome, G. Thiele (Hrsg.): Homo spaciens. Der Mensch im Kosmos. Ein interdisziplinärer Ausblick auf Ursprung und Zukunft des Menschen im All. Discorsi, Hamburg 2005, ISBN 3-9807330-8-4, S. 73–97.
- Theodor Schmidt-Kaler: Zur astronomischen Deutung der Himmelsscheibe von Nebra. In: Jahresschrift für mitteldeutsche Vorgeschichte. Band 90, 2006, S. 235–265 (Online).
- Christoph Sommerfeld: „… Sterne mal Sterne durch Sonne ist Mond.“ Bemerkungen über die Nebra-Scheibe. In: Praehistorische Zeitschrift. Band 87/1, 2012. ISSN 1613-0804, S. 110–131 (Online).

### Belletristik und Sonstiges
- Frank Hagen von Liegnitz (Pseudonym): Die Sonnenfrau. Weihnachtsgabe der WeserStrom Genossenschaft. Bremen 2002.
- Hildegard Burri-Bayer: Die Sternenscheibe. Knaur, München 2004, ISBN 3-426-62483-4.
- Ute Kaufholz: Sonne, Mond und Sterne. Das Geheimnis der Himmelsscheibe. Anderbeck 2004, ISBN 3-937751-05-X.
- Katja Näther, Sven Näther: Akte Nebra – Keine Sonne auf der Himmelsscheibe? Wilhelmshorst 2004, ISBN 3-934858-02-3.
- Mario Renner: Der Sensationsfund von Nebra. Eine anhaltinische Schatzgräberlegende. Fiktiver Bericht. Antonym, Leipzig 2005, ISBN 978-3-935185-34-9.
- Martin Kerner: Bronzezeitliche Astronomie: Die Bronzescheibe von Nebra. Mantis-Verlag, Gräfelfing 2007, ISBN 978-3-928852-32-6.
- Thomas Schöne: Tatort Himmelsscheibe. Eine Geschichte mit Raubgräbern, Hehlern und Gelehrten. Mitteldeutscher Verlag, Halle (Saale) 2008, ISBN 978-3-89812-532-1.
- Viola Alvarez: Der Himmel aus Bronze. Zwei Bände: Die Steine des Gorr. Bastei Lübbe, Bergisch Gladbach 2008, ISBN 978-3-7857-1619-9; Das Auge des Himmels. Ehrenwirth, München 2009, ISBN 978-3-431-03796-8.
- Frank Keim: Die Ermordung der „Plejaden“: Himmelsscheibe und Diskos von Phaistos. Verlag Dr. Kovac, Hamburg 2022. ISBN 978-3-339-12722-8 (Print), ISBN 978-3-339-12723-5 (E-Book).

## Filme
Dokumentationen 
- Terra X: Der Herr der Himmelsscheibe (Memento vom 25. Januar 2020 im Internet Archive) (ZDFmediathek: Video 43 min vom 11. Dezember 2016, Video verfügbar bis 22. August 2020, 19:30)

Vorträge
- Wolfhart Schlosser: Die Himmelsscheibe von Nebra – ein früher Blick des Menschen in den Kosmos. Vortrag vom 22. Oktober 2008 an der Philipps-Universität Marburg (Memento vom 28. Oktober 2014 im Internet Archive)
- Concepts of cosmos in the world of Stonehenge. British Museum Events. In: YouTube. 3. März 2022, abgerufen am 29. September 2022 (englisch).

Kurzbeiträge
- Who were the people of Stonehenge? Curators' Tour of The World of Stonehenge (The Nebra Sky Disk). The British Museum, London 2022. In: YouTube. 12. Mai 2022, abgerufen am 29. September 2022 (englisch).
- Die Himmelsscheibe von Nebra: Bedeutung | Museum exklusiv. Landesmuseum für Vorgeschichte Halle. In: YouTube. 5. April 2021, abgerufen am 29. September 2022.
- Die Himmelsscheibe von Nebra: Beschädigungen | Museum exklusiv. Landesmuseum für Vorgeschichte Halle. In: YouTube. 6. April 2021, abgerufen am 29. September 2022.
- Die Himmelsscheibe von Nebra: Materialuntersuchungen| Museum exklusiv. Landesmuseum für Vorgeschichte Halle. In: YouTube. 7. April 2021, abgerufen am 29. September 2022.
- Die Himmelsscheibe von Nebra: Bildprogramm | Museum exklusiv. Landesmuseum für Vorgeschichte Halle. In: YouTube. 8. April 2021, abgerufen am 29. September 2022.
- Die Himmelsscheibe von Nebra: Fundort Mittelberg | Museum exklusiv. Landesmuseum für Vorgeschichte Halle. In: YouTube. 9. April 2021, abgerufen am 29. September 2022.
- Die Himmelsscheibe von Nebra: Bestätigung des Fundortes | Museum exklusiv. Landesmuseum für Vorgeschichte Halle. In: YouTube. 14. Juni 2021, abgerufen am 29. September 2022.
- Die Himmelsscheibe von Nebra: Die Begleitfunde | Museum exklusiv. Landesmuseum für Vorgeschichte Halle. In: YouTube. 16. Juni 2021, abgerufen am 29. September 2022.
- Die Himmelsscheibe von Nebra: Die Phasen des Bildprogramms | Museum exklusiv. Landesmuseum für Vorgeschichte Halle. In: YouTube. 18. Juni 2021, abgerufen am 29. September 2022.
- Die Himmelsscheibe von Nebra: Entschlüsselung des Bildprogramms | Museum exklusiv. Landesmuseum für Vorgeschichte Halle. In: YouTube. 21. Juni 2021, abgerufen am 29. September 2022.
- Die Himmelsscheibe von Nebra: Aufbruch zu neuen Horizonten | Museum exklusiv. Landesmuseum für Vorgeschichte Halle. In: YouTube. 24. Juni 2021, abgerufen am 29. September 2022.
- Die Himmelsscheibe von Nebra: Gesellschaft ihrer Schöpfer | Museum exklusiv. Landesmuseum für Vorgeschichte Halle. In: YouTube. 25. Juni 2021, abgerufen am 29. September 2022.
- Die Welt der Himmelsscheibe von Nebra: Der Hortfund von Nebra | Museum exklusiv. Landesmuseum für Vorgeschichte Halle. In: YouTube. 22. Oktober 2021, abgerufen am 29. September 2022.
- Fundort Mittelberg | Der Finder sagt aus. Landesmuseum für Vorgeschichte Halle. In: YouTube. 4. Juli 2022, abgerufen am 29. September 2022.
- Die Himmelsscheibe von Nebra: eine virtuelle Reise | Museum exklusiv. Landesmuseum für Vorgeschichte Halle. In: YouTube. 19. Juli 2022, abgerufen am 29. September 2022.
- Memogramm und Kalender | Die Himmelsscheibe von Nebra. Landesmuseum für Vorgeschichte Halle. In: YouTube. 29. September 2022, abgerufen am 29. September 2022.